# Liste der Mittelmeerfische
Im Mittelmeer kommen über 700 Fischarten vor, die in der folgenden Liste aufgeführt werden. Darunter sind drei Rundmäuler, etwa 90 Knorpelfische, der Rest sind Knochenfische.
Das Mittelmeer ist mit einer Fläche von 2,5 Mio. km² etwa fünfmal so groß wie die Nordsee und erreicht mit dem Calypsotief eine maximale Tiefe von 5109 m ±1 m. Durch die Italienische Halbinsel wird es in ein West- und ein Ostbecken geteilt, die klimatisch und ozeanografisch verschieden voneinander sind und sich beide in eine Anzahl kleinerer Becken gliedern.
Ein Teil der Fischarten des Mittelmeers stammt ursprünglich aus dem Nordatlantik und ist über die Straße von Gibraltar eingewandert, darunter die Sprotte, der Europäische Seehecht, der Europäische Wolfsbarsch, die Scholle und viele Rochenarten aus der Gattung Raja. Diese borealen Arten bewohnen vor allem das nordwestliche Mittelmeer und die Adria.
Wärmeliebende Arten, die aus den Tropen stammen, kommen vor allem im östlichen Teil, dem Levantischen Becken vor oder sind Küstenbewohner. Ein Teil dieser Arten, wie die Lippfische Meerjunker und Meerpfau, die Goldstrieme und der Gewöhnliche Stechrochen sind aus dem tropischen Atlantik eingewandert, andere, wie die Große Geißbrasse, der Kugelfisch Lagocephalus lagocephalus und die Große Seenadel sind indopazifischer Herkunft. Ihre Vorfahren erreichten das heutige Mittelmeergebiet über den Tethys-Ozean. Durch die Norddrift von Afrika zusammen mit der noch festverbundenen Arabischen Halbinsel und der heutigen Indischen Platte verschwand die Tethys bis zum Obereozän zunehmend und die Verbindung zum Indopazifik wurde unterbrochen. Seit dem Bau des Suezkanals sind fast 100 Fischarten neu aus dem Roten Meer in das Mittelmeer eingewandert, ein Vorgang, den man als Lessepssche Migration bezeichnet.
Fast weltweit verbreitete Arten, die auch im Mittelmeer vorkommen sind u. a. der Weiße Hai und der Blauhai, der Rote Thun, die Gemeine Goldmakrele, der Pilotfisch und die Großkopfmeeräsche. Im Mittelmeer leben etwa 70 endemische Arten.

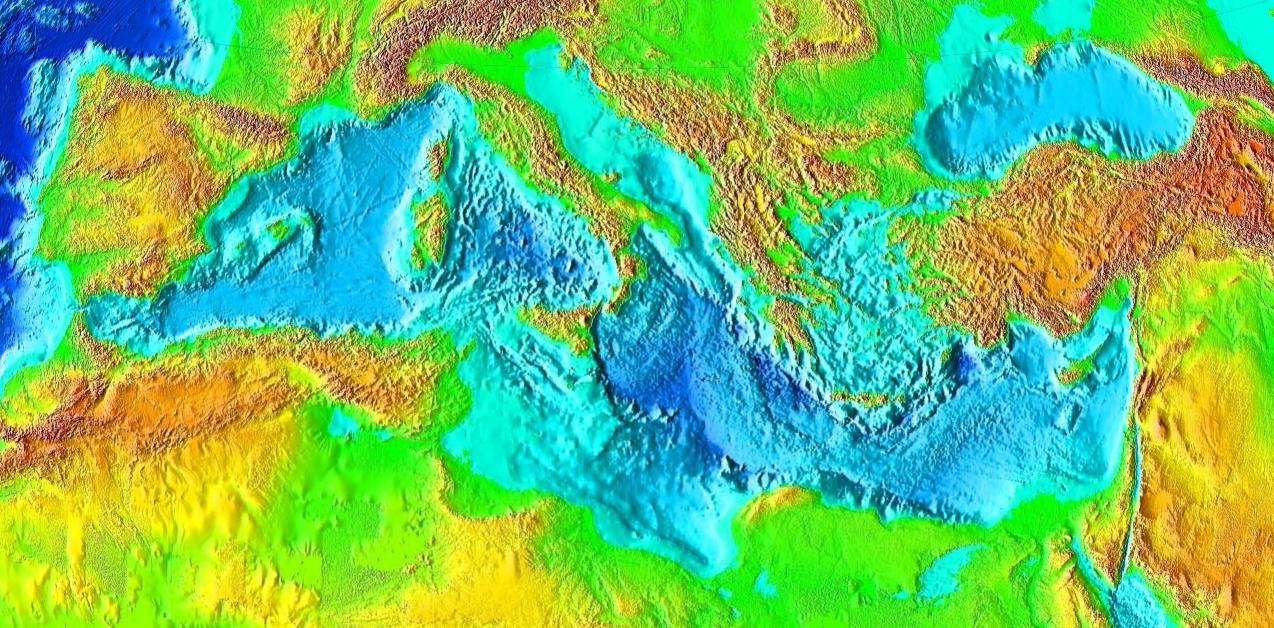
Relief des Meeresbodens des Mittelmeeres.

## Rundmäuler
- Myxine glutinosa

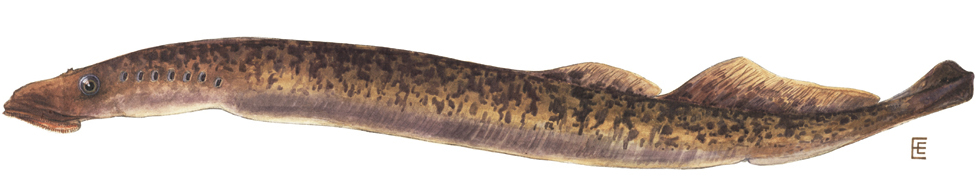
Meerneunauge

- Flussneunauge (Lampetra fluviatilis)
- Meerneunauge (Petromyzon marinus)

## Knorpelfische

### Seekatzen

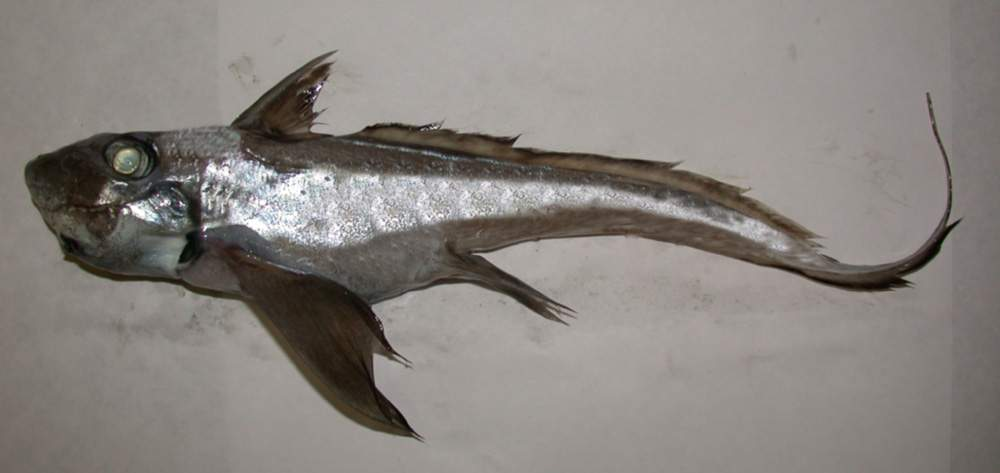
Seekatze

- Seekatze (Chimaera monstrosa)

### Haie

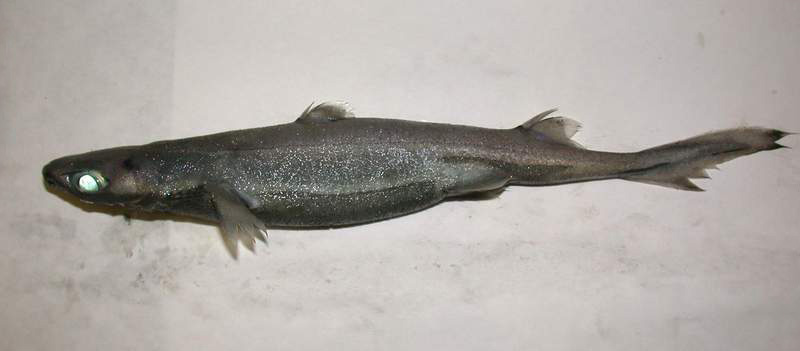
Kleiner Schwarzer Dornhai, gefangen bei Sardinien

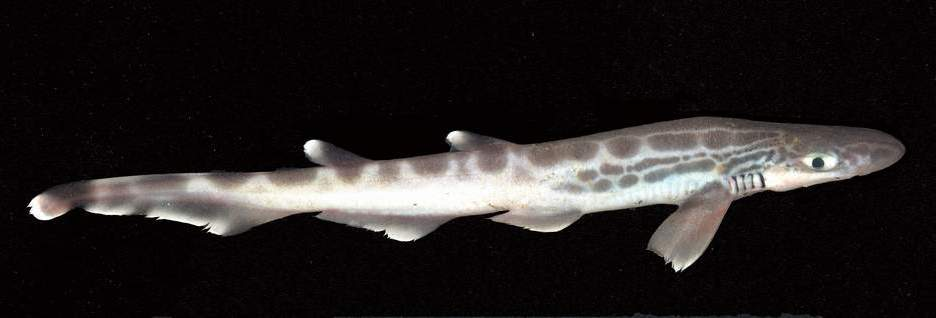
Fleckhai, gefangen bei Sardinien

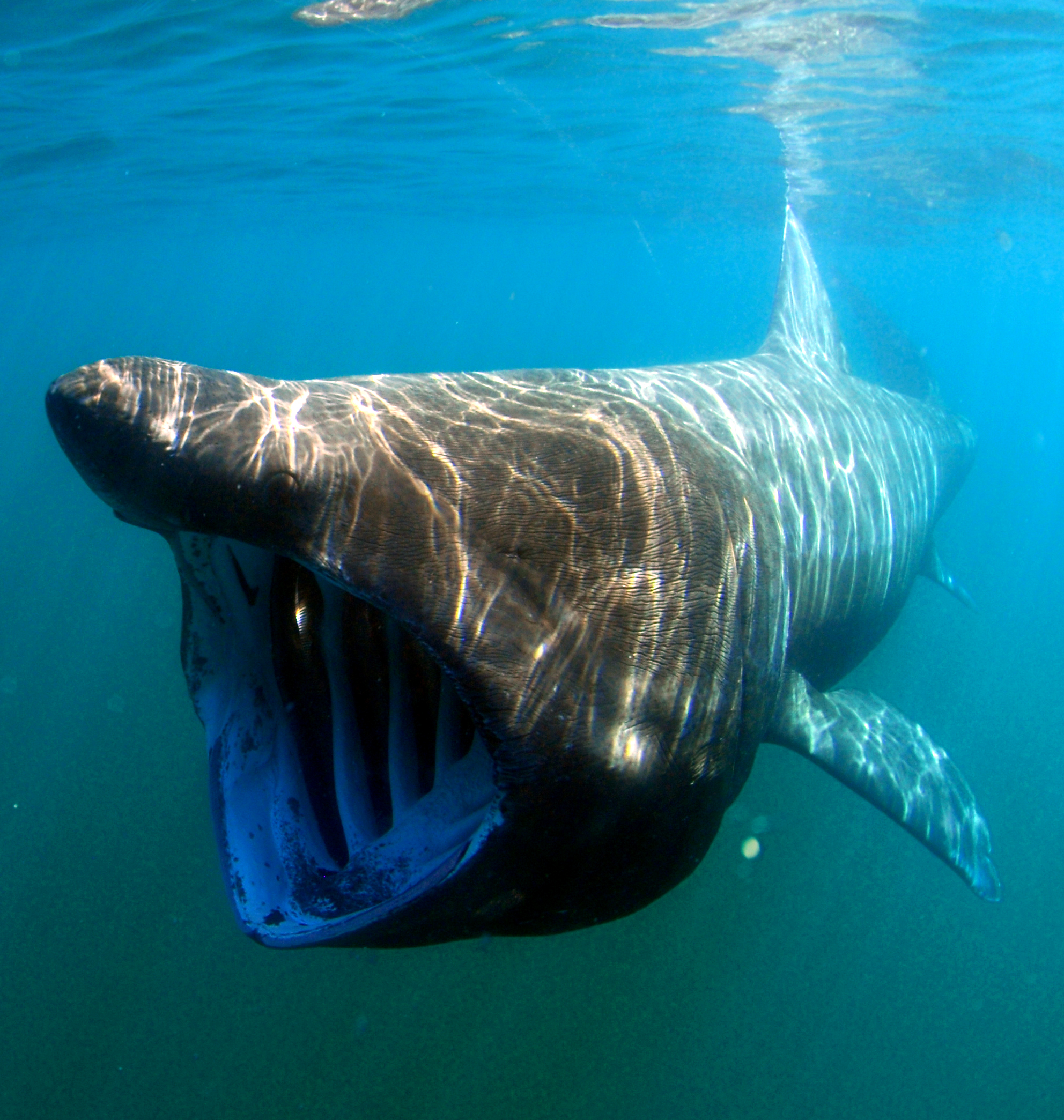
Riesenhai

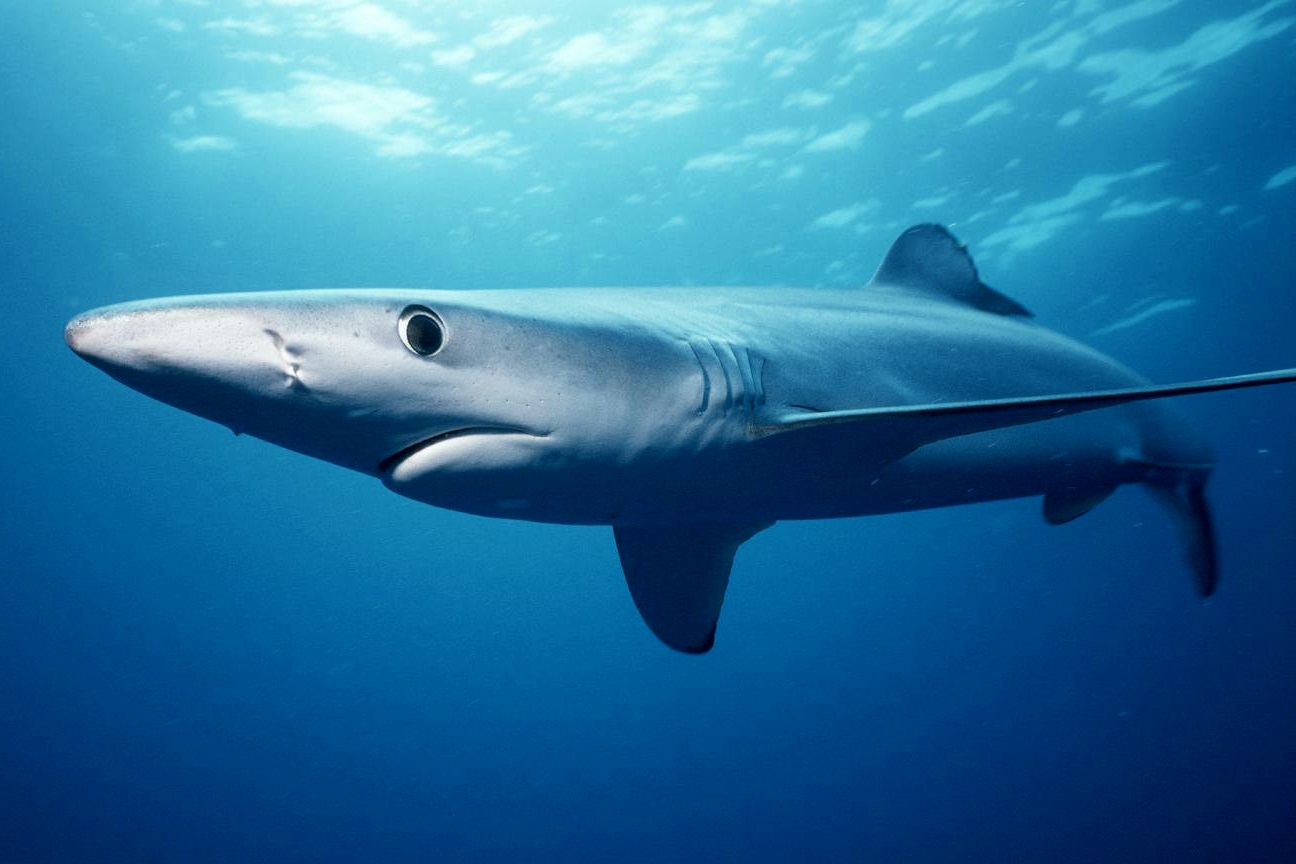
Blauhai

- Spitzkopf-Siebenkiemerhai (Heptranchias perlo)
- Stumpfnasen-Sechskiemerhai (Hexanchus griseus)
- Großaugen-Sechskiemerhai (Hexanchus nakamurai)
- Nagelhai (Echinorhinus brucus)
- Schlinghai (Centrophorus granulosus)
- Schokoladenhai (Dalatias licha)
- Kleiner Schwarzer Dornhai (Etmopterus spinax)
- Gefleckte Meersau (Oxynotus centrina)
- Portugiesendornhai (Centroscymnus coelolepis)
- Kleiner Schlafhai (Somniosus rostratus)
- Dornhai (Squalus acanthias)
- Langnasen-Dornhai (Squalus blainvillei)
- Kurznasen-Dornhai (Squalus megalops)
- Squalus uyato
- Sägerücken-Engelhai (Squatina aculeata)
- Glatter Engelhai (Squatina oculata)
- Meerengel (Squatina squatina)
- Galeus atlanticus
- Fleckhai (Galeus melastomus)
- Kleingefleckter Katzenhai (Scyliorhinus canicula)
- Großgefleckter Katzenhai (Scyliorhinus stellaris)
- Hundshai (Galeorhinus galeus)
- Weißgefleckter Glatthai (Mustelus asterias)
- Grauer Glatthai (Mustelus mustelus)
- Schwarzpunkt-Glatthai (Mustelus punctulatus)
- Sandtigerhai (Carcharias taurus)
- Schildzahnhai (Odontaspis ferox)
- Großäugiger Fuchshai (Alopias superciliosus)
- Gemeiner Fuchshai (Alopias vulpinus)
- Riesenhai (Cetorhinus maximus)
- Weißer Hai (Carcharodon carcharias)
- Kurzflossen-Mako (Isurus oxyrinchus)
- Heringshai (Lamna nasus)
- Großnasenhai  (Carcharhinus altimus),	zugewandert aus dem tropischen Atlantik
- Schweinsaugenhai (Carcharhinus amboinensis)
- Bronzehai (Carcharhinus brachyurus)
- Großer Schwarzspitzenhai (Carcharhinus brevipinna)
- Seidenhai (Carcharhinus falciformis),	zugewandert aus dem tropischen Atlantik
- Kleiner Schwarzspitzenhai (Carcharhinus limbatus)
- Weißspitzen-Hochseehai  (Carcharhinus longimanus)
- Schwarzspitzen-Riffhai (Carcharhinus melanopterus)
- Schwarzhai (Carcharhinus obscurus)
- Sandbankhai (Carcharhinus plumbeus)
- Tigerhai (Galeocerdo cuvier),	zugewandert aus dem tropischen Atlantik
- Blauhai (Prionace glauca)
- Milchhai (Rhizoprionodon acutus), zugewandert aus dem tropischen Atlantik
- Bogenstirn-Hammerhai (Sphyrna lewini)
- Großer Hammerhai (Sphyrna mokarran), zugewandert aus dem tropischen Atlantik
- Kleinaugen-Hammerhai (Sphyrna tudes)
- Glatter Hammerhai (Sphyrna zygaena)

### Rochen

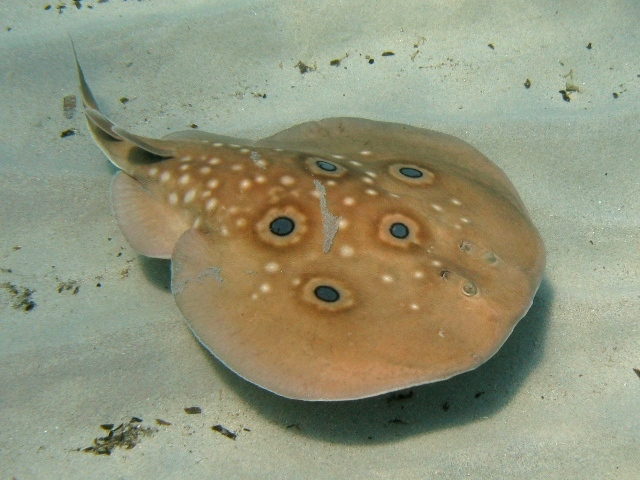
Gefleckter Zitterrochen bei Korsika.

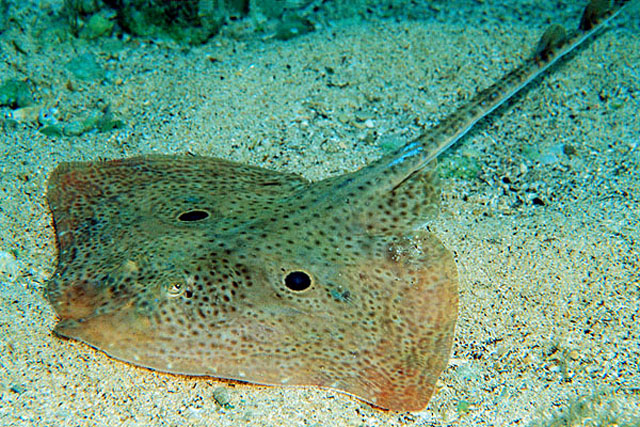
Spiegelrochen an der Küste Kroatiens.

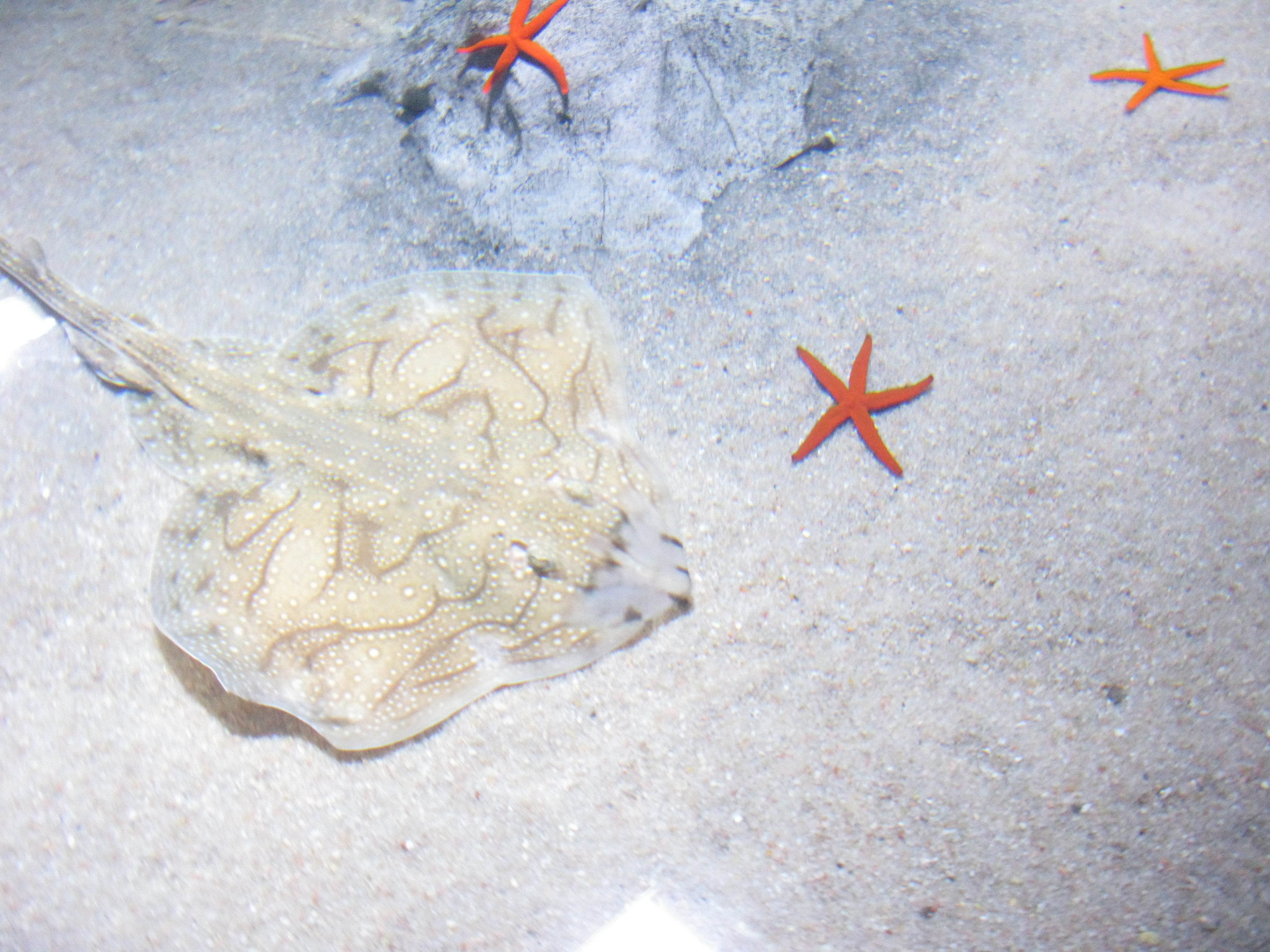
Marmorrochen

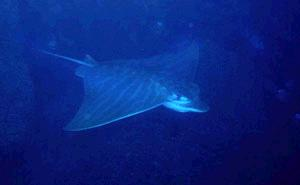
Gestreifter Adlerrochen

- Schmalzahn-Sägerochen (Pristis pectinata)
- Gewöhnlicher Sägefisch (Pristis pristis)
- Schwarztupfen-Torpedorochen (Torpedo fuscomaculata)
- Marmor-Zitterrochen (Torpedo marmorata)
- Atlantischer Zitterrochen (Torpedo nobiliana)
- Gefleckter Zitterrochen (Torpedo torpedo)
- Glaucostegus cemiculus
- Halavs Geigenrochen (Glaucostegus halavi), zugewandert durch den Suezkanal
- Rhinobatos rhinobatos
- Glattrochen (Dipturus batis)
- Spitzrochen (Dipturus oxyrinchus)
- Sandrochen (Leucoraja circularis)
- Chagrinrochen (Leucoraja fullonica)
- Malteser Rochen (Leucoraja melitensis)
- Kuckucksrochen (Leucoraja naevus)
- Mittelmeer-Sternrochen (Raja asterias)
- Blondrochen (Raja brachyura)
- Nagelrochen (Raja clavata)
- Afrikanischer Rochen (Raja mauritaniensis)
- Spiegelrochen (Raja miraletus)
- Fleckenrochen (Raja montagui)
- Vielfleckrochen (Raja polystigma), endemisch
- Raurochen (Raja radula)
- Rondelets Rochen (Raja rondeleti), endemisch
- Marmorrochen (Raja undulata)
- Saumrochen (Rostroraja alba)
- Bathytoshia lata
- Dasyatis chrysonota
- Dasyatis marmorata
- Gewöhnlicher Stechrochen (Dasyatis pastinaca)
- Dasyatis tortonesei, endemisch
- Indo-Australischer Tüpfelrochen (Himantura uarnak), zugewandert durch den Suezkanal
- Pelagischer Stechrochen (Pteroplatytrygon violacea)
- Taeniura grabata
- Igelrochen (Urogymnus asperrimus), fraglich
- Gymnura altavela
- Mittelmeer-Mobula (Mobula mobular)
- Gewöhnlicher Adlerrochen (Myliobatis aquila)
- Gestreifter Adlerrochen (Pteromylaeus bovinus)
- Gewöhnlicher Kuhnasenrochen (Rhinoptera marginata)

## Knochenfische

### Störartige
- Adriatischer Stör (Acipenser naccarii), endemisch
- Sternhausen (Acipenser stellatus)
- Europäischer Stör (Acipenser sturio)
- Europäischer Hausen (Huso huso)

### Aalartige

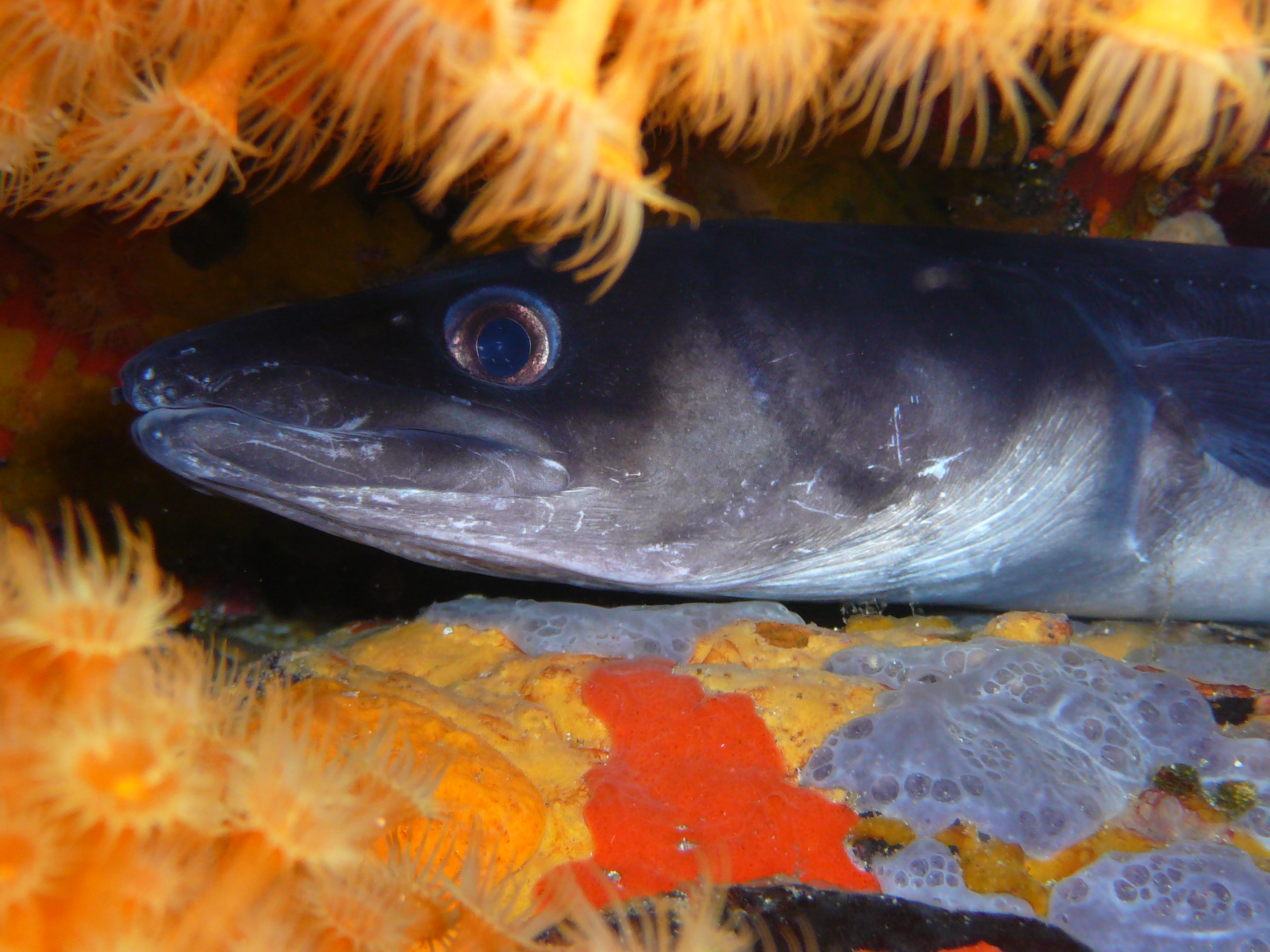
Meeraal bei Port-Cros

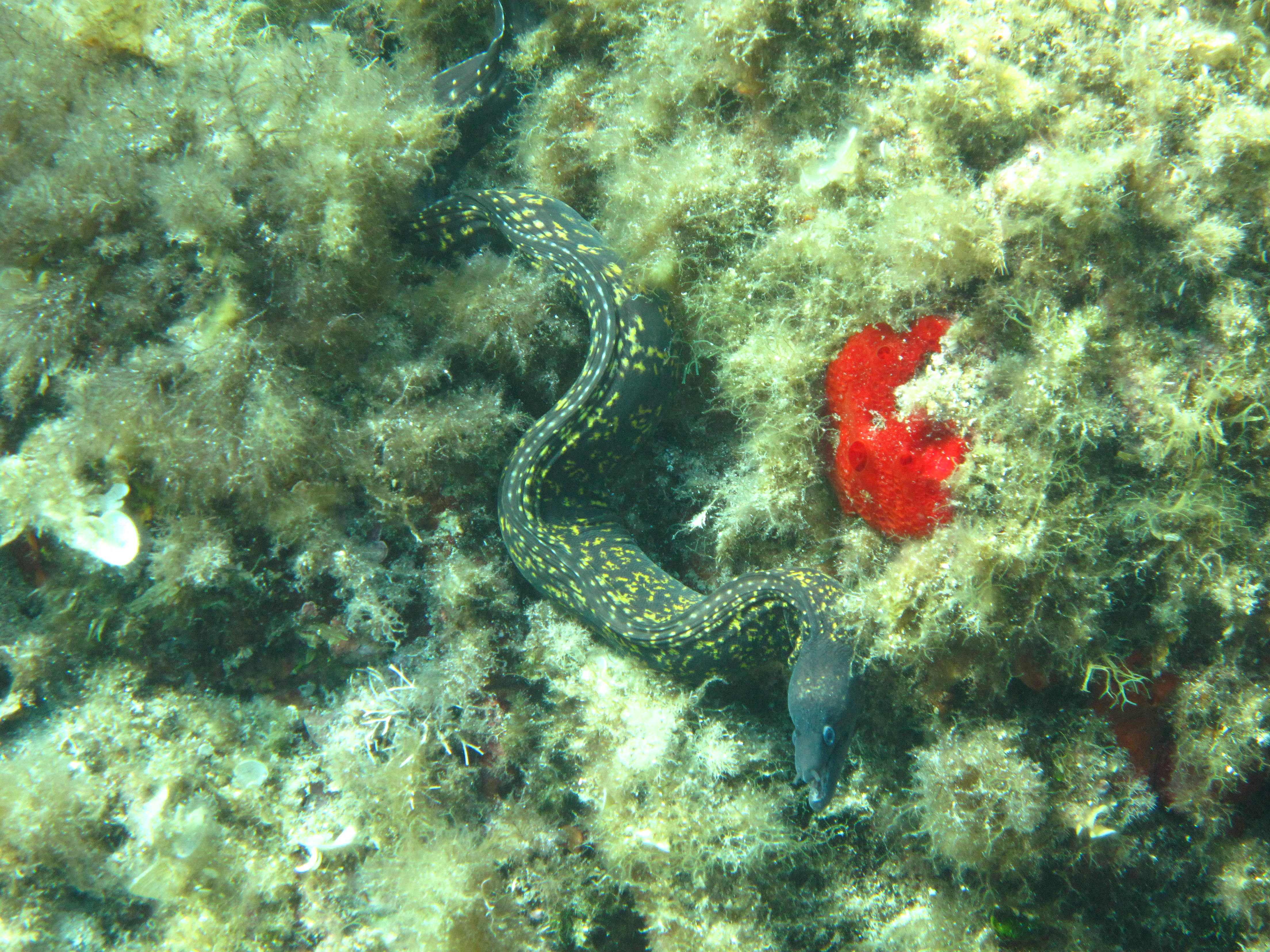
Mittelmeer-Muräne bei Korsika

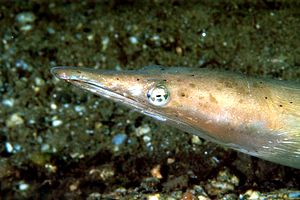
Ophisurus serpens

- Europäischer Aal (Anguilla anguilla)
- Ariosoma balearicum
- Meeraal (Conger conger)
- Gnathophis mystax
- Rhynchoconger trewavasae, zugewandert durch den Suezkanal
- Chlopsis bicolor
- Panturichthys fowleri, endemisch
- Anarchias euryurus
- Tigermuräne (Enchelycore anatina), zugewandert aus dem tropischen Atlantik
- Gymnothorax reticularis, zugewandert durch den Suezkanal
- Braune Muräne (Gymnothorax unicolor)
- Mittelmeer-Muräne (Muraena helena)
- Cynoponticus ferox
- Muraenesox cinereus, zugewandert durch den Suezkanal
- Schnepfenaal (Nemichthys scolopaceus)
- Facciolella oxyrhyncha
- Nettastoma melanurum
- Saurenchelys cancrivora
- Apterichtus anguiformis
- Apterichtus caecus
- Dalophis imberbis
- Echelus myrus
- Mystriophis crosnieri
- Ophichthus ophis
- Ophichthus rufus, endemisch
- Ophisurus serpens
- Pisodonophis semicinctus, zugewandert aus dem tropischen Atlantik
- Serrivomer brevidentatus
- Dysomma brevirostre

### Dornrückenaalartige

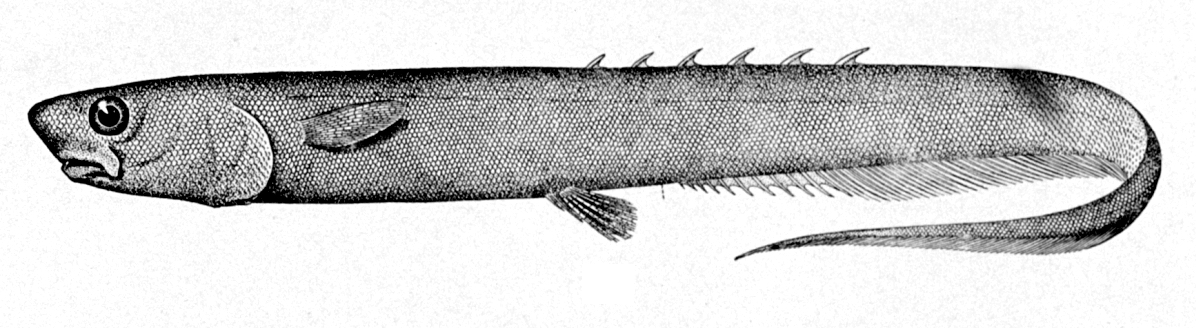
Notacanthus bonaparte

- Halosaurus ovenii, zugewandert aus dem tropischen Atlantik
- Notacanthus bonaparte
- Polyacanthonotus rissoanus

### Heringsartige
- Alosa agone
- Maifisch (Alosa alosa)
- Finte (Alosa fallax)

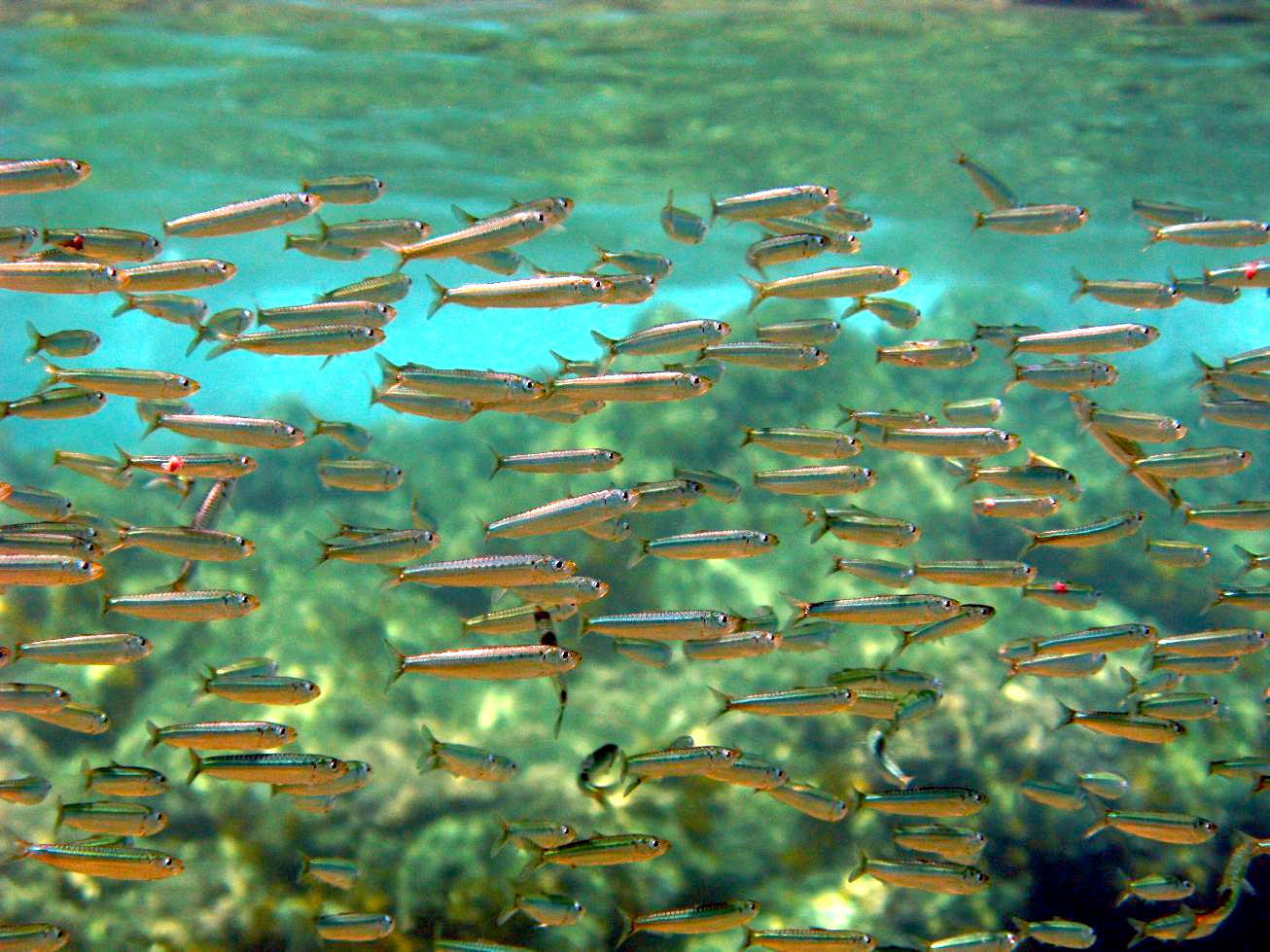
Sardinenschwarm im Ligurischen Meer

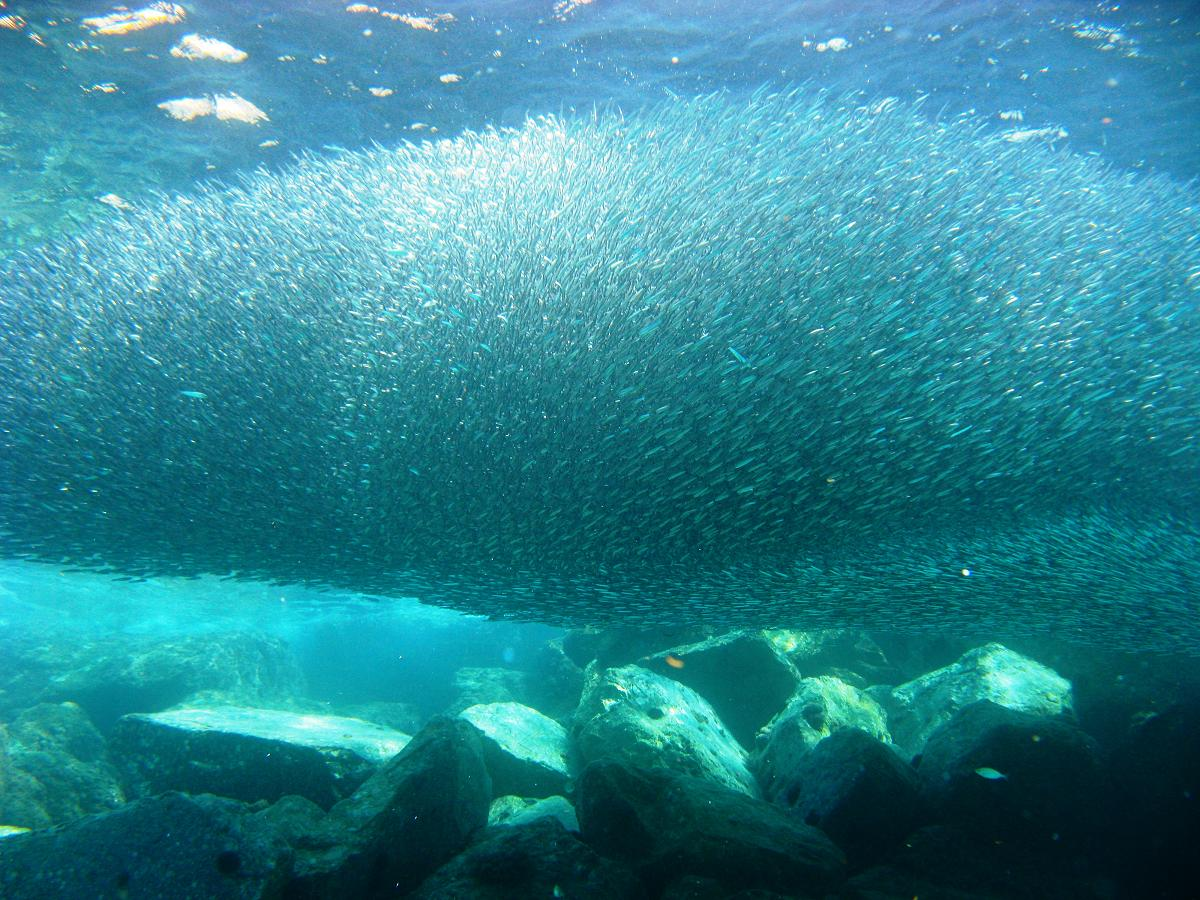
Großer Sardellenschwarm an der Küste Liguriens

- Dussumieria elopsoides, zugewandert durch den Suezkanal
- Etrumeus golanii, zugewandert durch den Suezkanal
- Etrumeus teres, zugewandert durch den Suezkanal
- Herklotsichthys punctatus, zugewandert durch den Suezkanal
- Sardine (Sardina pilchardus)
- Goldsardine (Sardinella aurita)
- Sardinella maderensis
- Spratelloides delicatulus, zugewandert durch den Suezkanal
- Europäische Sprotte (Sprattus sprattus)
- Europäische Sardelle (Engraulis encrasicolus)
- Stolephorus insularis, zugewandert durch den Suezkanal

### Welsartige
- Arius parkii, zugewandert aus dem tropischen Atlantik
- Netuma thalassina
- Gestreifter Korallenwels (Plotosus lineatus), zugewandert durch den Suezkanal

### Lachsartige&Goldlachsartige
- Argentina sphyraena
- Glossanodon leioglossus
- Alepocephalus rostratus
- Microstoma microstoma
- Nansenia iberica, endemisch
- Nansenia oblita
- Atlantischer Lachs (Salmo salar)
- Meerforelle (Salmo trutta trutta)

### Maulstachler
- Argyropelecus hemigymnus

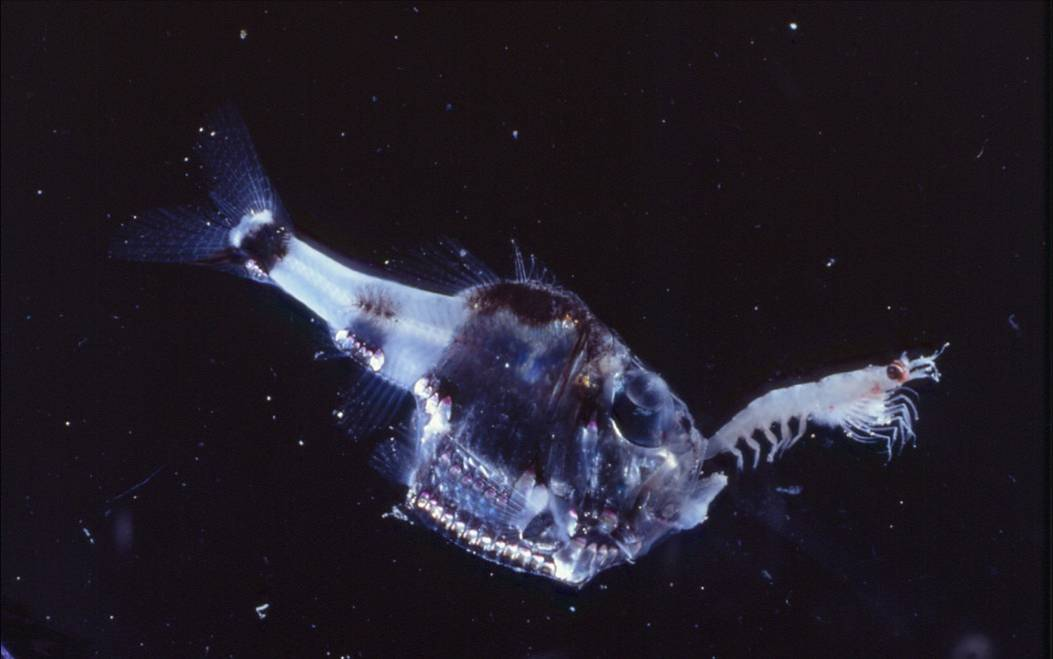
Argyropelecus hemigymnus erbeutet eine Garnele, Unterwasseraufnahme aus der Straße von Messina

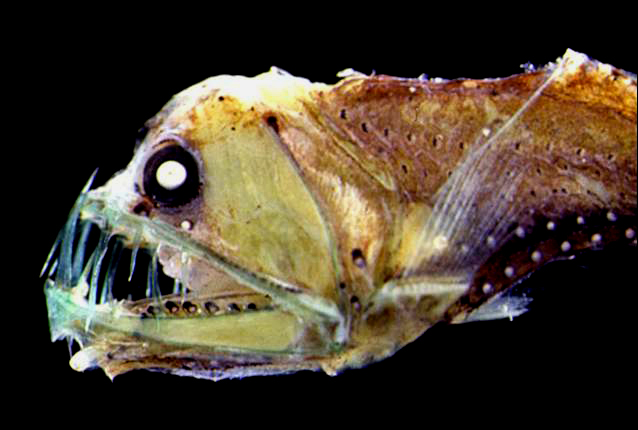
Chauliodus sloani, Straße von Messina

- Silberbeil (Argyropelecus olfersii)
- Lachshering (Maurolicus muelleri)
- Cyclothone braueri
- Cyclothone microdon
- Cyclothone pygmaea, endemisch
- Gonostoma denudatum
- Valenciennellus tripunctulatus
- Bathophilus nigerrimus
- Bathophilus vaillanti
- Borostomias antarcticus
- Chauliodus sloani
- Stomias boa
- Ichthyococcus ovatus
- Vinciguerria attenuata
- Vinciguerria poweriae

### Eidechsenfischverwandte
- Alepisaurus ferox
- Aulopus filamentosus
- Chlorophthalmus agassizi
- Bathysaurus mollis
- Bathypterois dubius

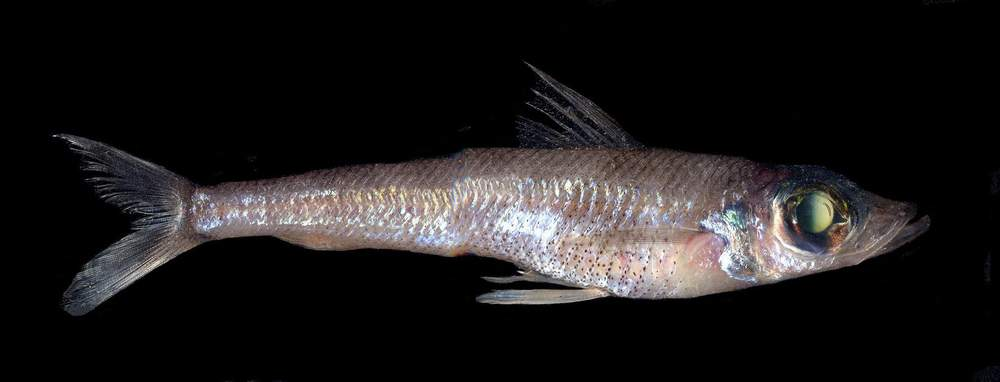
Chlorophthalmus agassizi, gefangen bei Sardinien

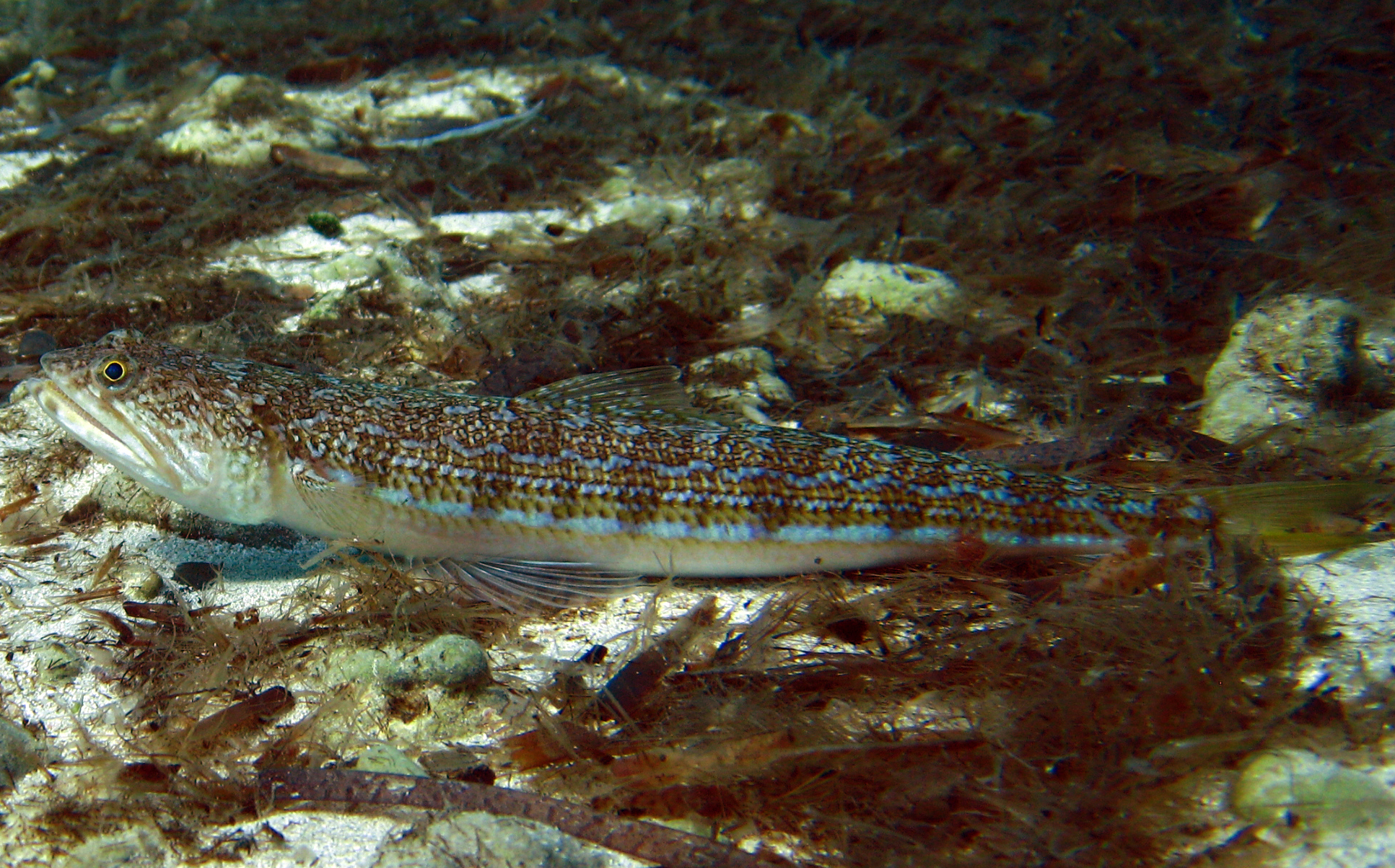
Synodus saurus

- Dreibeinfisch (Bathypterois grallator)
- Evermannella balbo
- Rissos Lachsspierling (Arctozenus rissi)
- Lestidiops jayakari
- Lestidiops sphyrenoides
- Lestidium atlanticum
- Nordischer Lachsspierling (Paralepis coregonoides)
- Paralepis speciosa
- Saurida lessepsianus
- Sudis hyalina
- Bürstenzahn-Eidechsenfisch (Saurida undosquamis), zugewandert durch den Suezkanal
- Synodus saurus

### Laternenfischverwandte

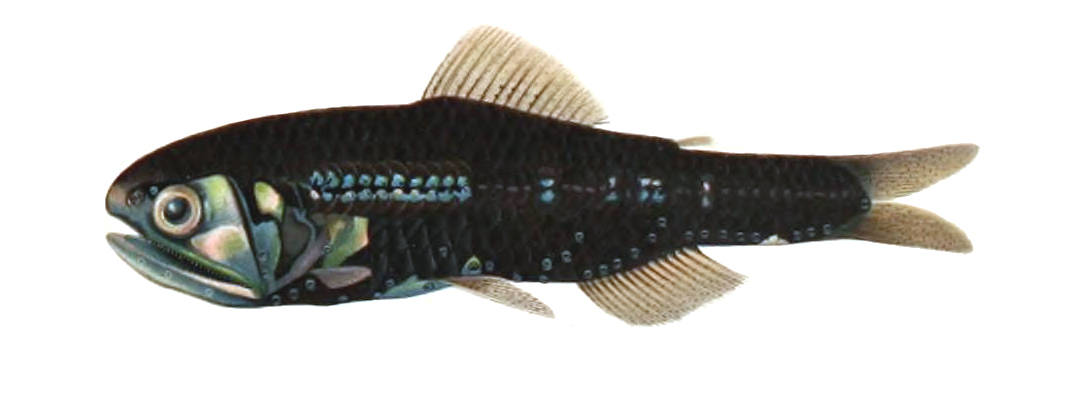
Lobianchia gemellarii

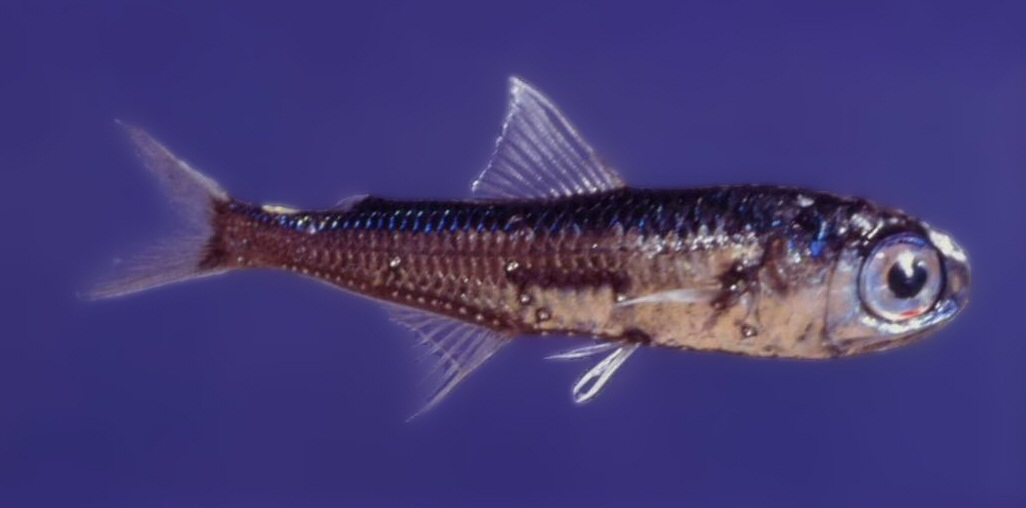
Schlankschwänziger Laternenfisch aus der Straße von Messina.

- Eislaternenfisch (Benthosema glaciale)
- Ceratoscopelus maderensis
- Diaphus holti
- Punktkopf-Laternenfisch (Diaphus metopoclampus)
- Diaphus rafinesquii
- Diogenichthys atlanticus
- Electrona risso
- Gonichthys cocco
- Hygophum benoiti
- Hygophum hygomii
- Krokodil-Laternenfisch (Lampanyctus crocodilus)
- Lampanyctus pusillus
- Lobianchia dofleini
- Lobianchia gemellarii
- Schlankschwänziger Laternenfisch (Myctophum punctatum)
- Notoscopelus bolini
- Notoscopelus elongatus, endemisch
- Krøyers Laternenfisch (Notoscopelus kroyeri)
- Symbolophorus veranyi

### Glanzfische
- Gotteslachs (Lampris guttatus)
- Lophotus lacepede
- Riemenfisch (Regalecus glesne)

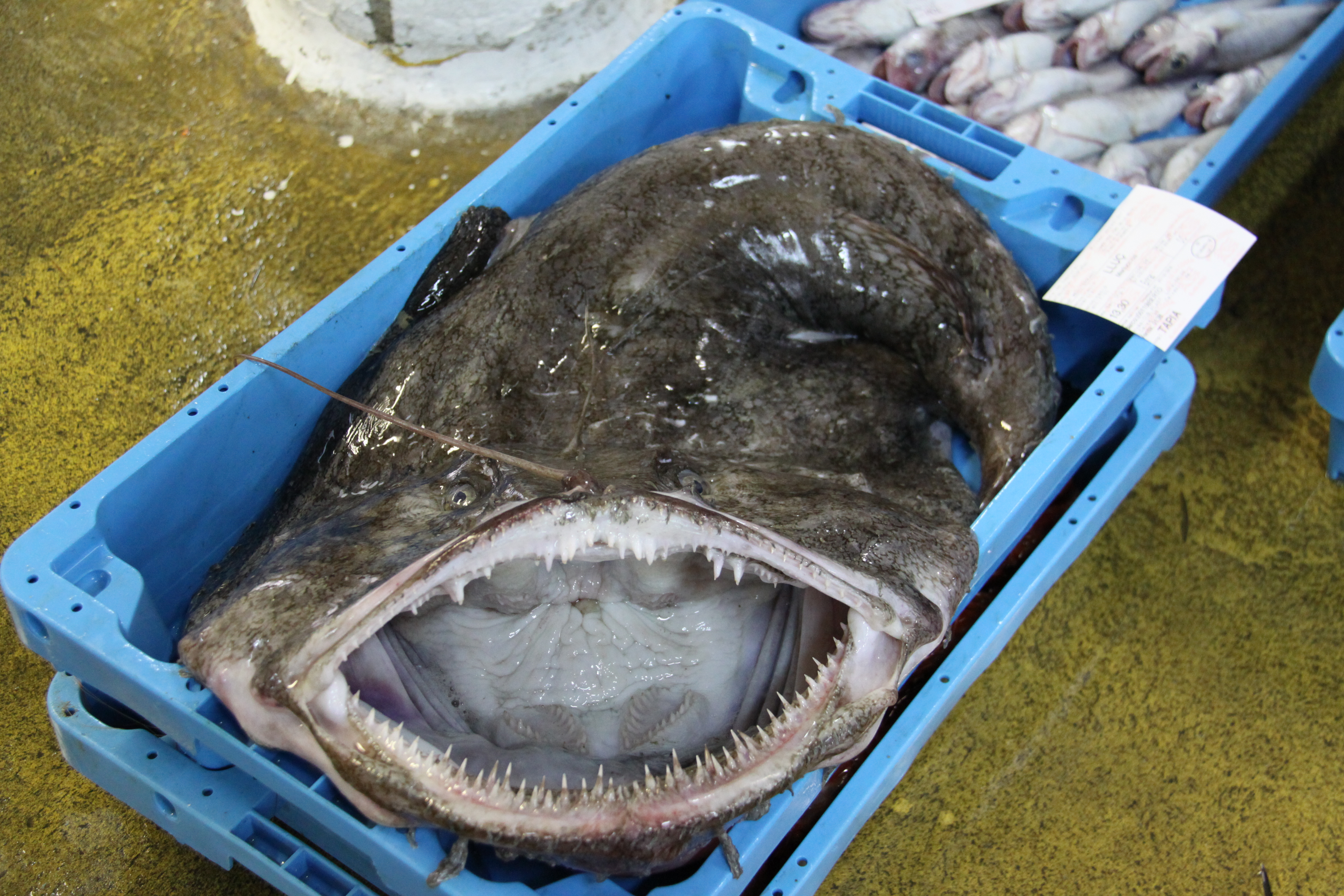
Seeteufel auf einem Markt in El Port de la Selva

- Bandfisch (Trachipterus arcticus)
- Trachipterus trachypterus
- Zu cristatus

### Dorschartige&Petersfischartige
- Petersfisch (Zeus faber)
- Zenopsis conchifer, zugewandert

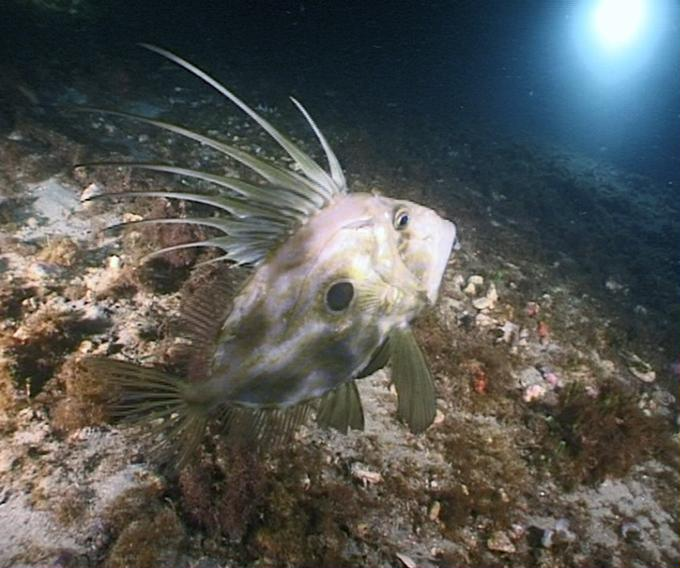
Petersfisch, Straße von Messina

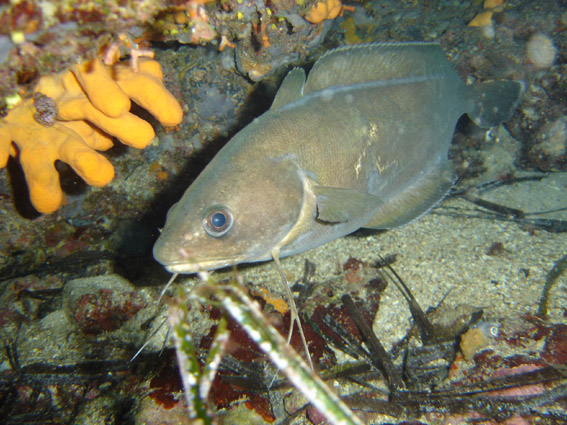
Phycis phycis, Kroatien

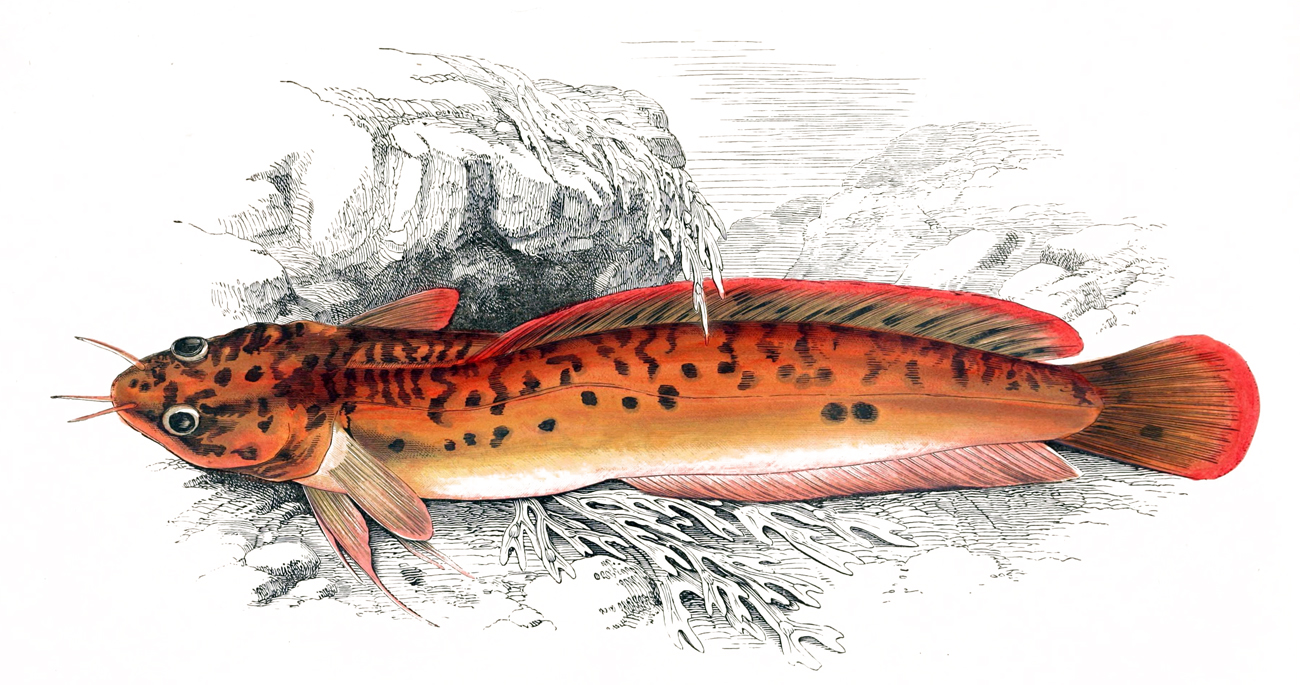
Dreibärtelige Seequappe, italienische Küste

- Bregmaceros nectabanus, zugewandert durch den Suezkanal
- Coelorinchus caelorhincus
- Coelorinchus occa
- Coryphaenoides guentheri
- Coryphaenoides mediterraneus
- Hymenocephalus italicus
- Nezumia aequalis
- Nezumia sclerorhynchus
- Trachyrincus scabrus
- Hechtdorsch (Merluccius merluccius)
- Eretmophorus kleinenbergi
- Gadella maraldi
- Guttigadus latifrons
- Lepidion guentheri
- Lepidion lepidion, endemisch
- Mora moro
- Physiculus dalwigki
- Rhynchogadus hepaticus
- Phycis blennoides
- Phycis phycis
- Gaidropsarus biscayensis
- Gaidropsarus granti
- Mittelmeer-Seequappe (Gaidropsarus mediterraneus)
- Dreibärtelige Seequappe (Gaidropsarus vulgaris)
- Blauleng (Molva dypterygia)
- Mittelmeer-Leng (Molva macrophthalma)
- Leng (Molva molva)
- Silberdorsch (Gadiculus argenteus)
- Wittling (Merlangius merlangus)
- Blauer Wittling (Micromesistius poutassou)
- Franzosendorsch (Trisopterus luscus)
- Zwergdorsch (Trisopterus minutus)

### Schleimkopfartige
- Nördlicher Schleimkopf (Beryx decadactylus)
- Glänzender Schleimkopf (Beryx splendens), zugewandert aus dem tropischen Atlantik

### Trachichthyiformes
- Aulotrachichthys sajademalensis

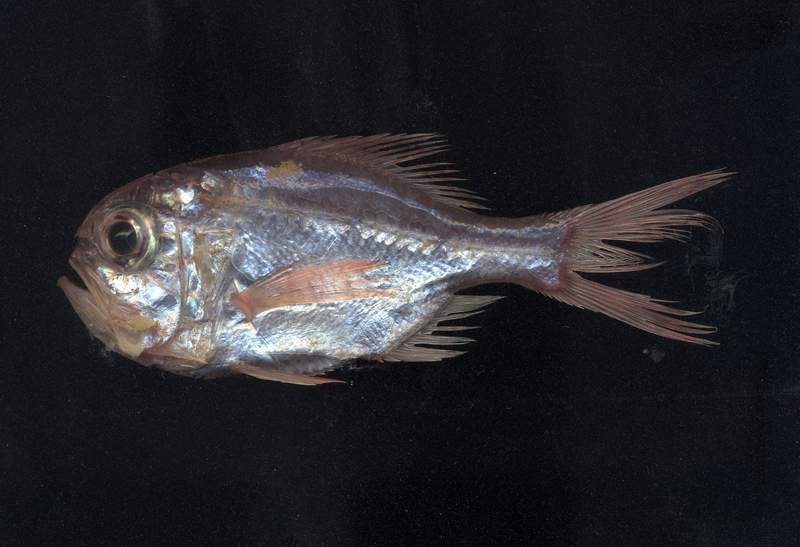
Hoplostethus mediterraneus

- Gephyroberyx darwinii, zugewandert aus dem tropischen Atlantik
- Hoplostethus mediterraneus

### Soldaten- und Husarenfische
- Sargocentron praslin, zugewandert durch den Suezkanal
- Sargocentron rubrum, zugewandert durch den Suezkanal

### Eingeweidefischartige

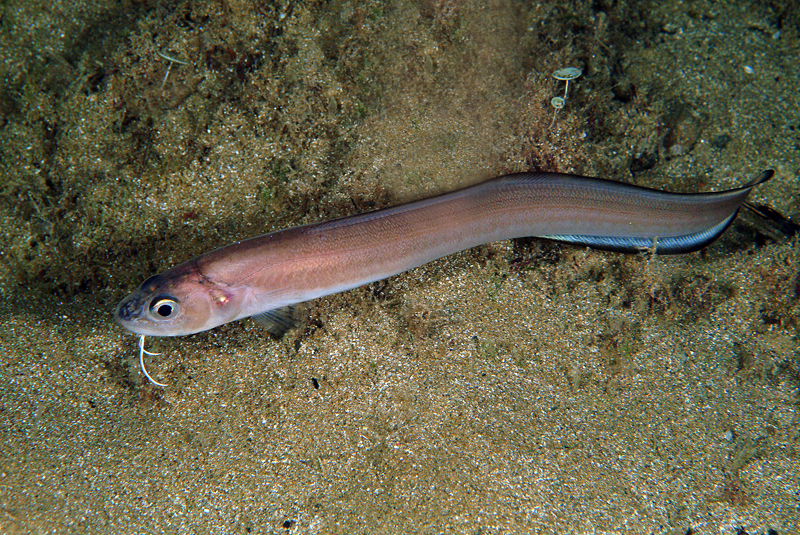
Bartmännchen (Ophidion barbatum) an der Küste der Toskana

- Bellottia apoda
- Cataetyx alleni
- Cataetyx laticeps
- Grammonus ater, endemisch
- Eingeweidefisch (Carapus acus)
- Echiodon dentatus
- Echiodon drummondii
- Benthocometes robustus
- Bartmännchen (Ophidion barbatum)
- Ophidion rochei
- Parophidion vassali, endemisch

### Kardinalbarsche
- Meerbarbenkönig (Apogon imberbis)

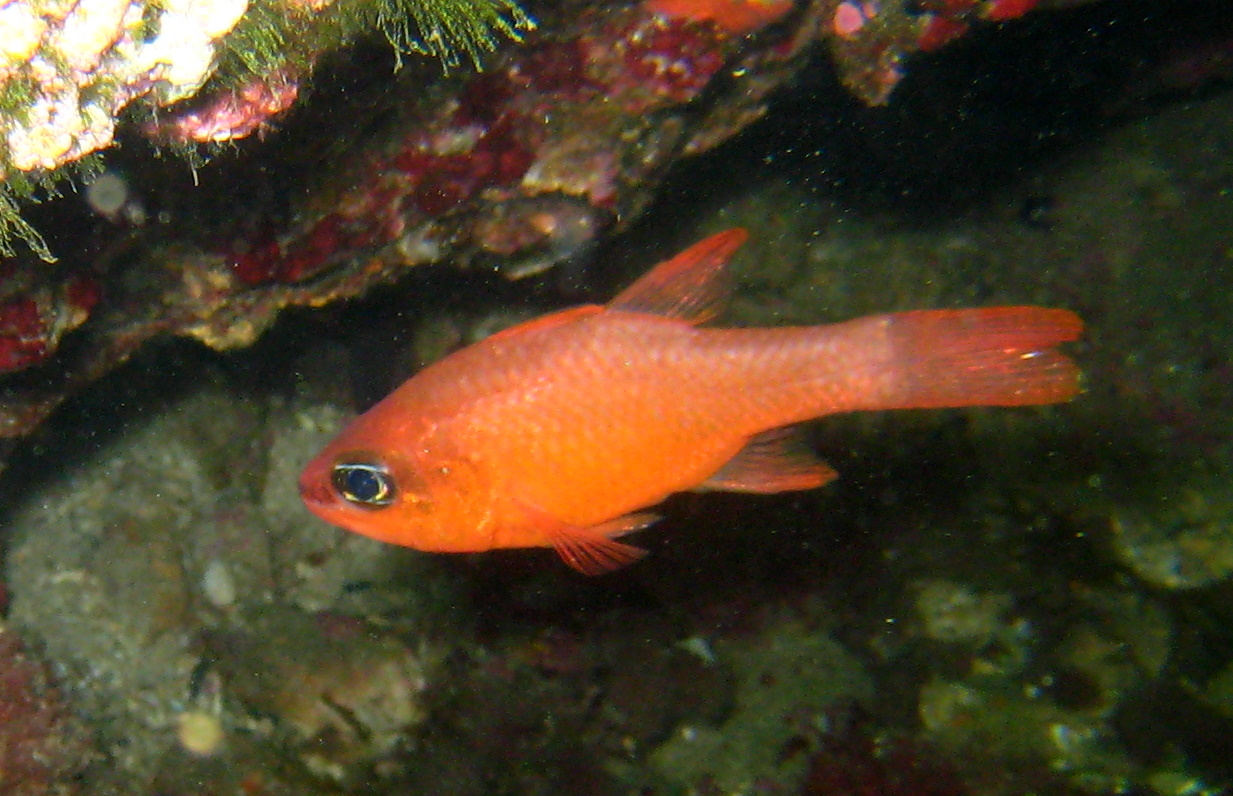
Meerbarbenkönig bei Marseille

- Apogon smithi, zugewandert durch den Suezkanal
- Apogonichthyoides nigripinnis, zugewandert durch den Suezkanal
- Apogonichthyoides pharaonis, zugewandert durch den Suezkanal
- Apogonichthyoides taeniatus
- Jaydia queketti, zugewandert durch den Suezkanal

### Grundeln
Im Mittelmeer kommen 73 Grundelarten vor, davon sind 11 Neozoen und erst in letzter Zeit eingewandert:
- Aphia minuta
- Bathygobius soporator
- Benthophilus stellatus
- Buenia affinis, endemisch
- Buenia jeffreysii
- Buenia lombartei
- Chromogobius quadrivittatus
- Chromogobius zebratus

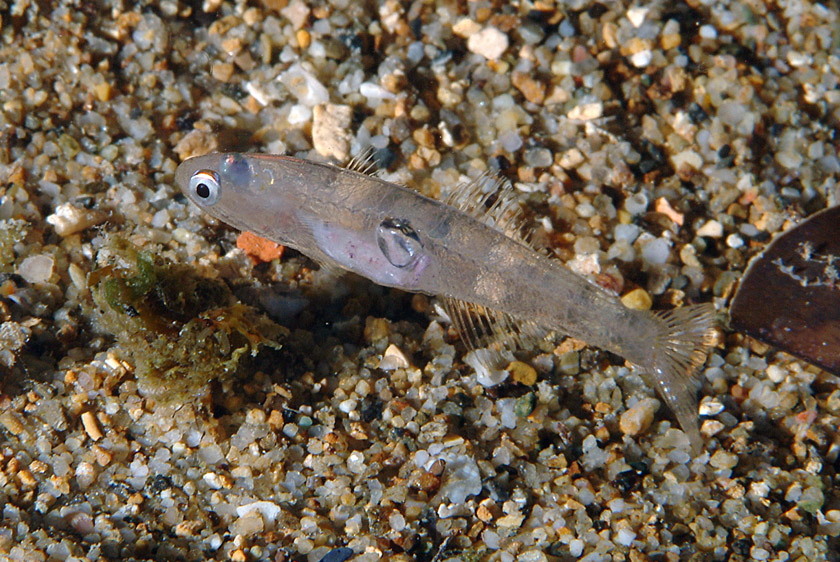
Aphia minuta

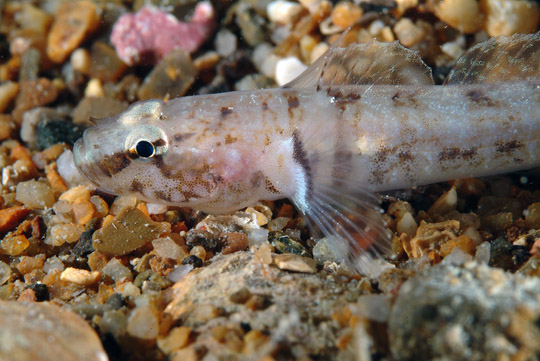
Chromogobius zebratus

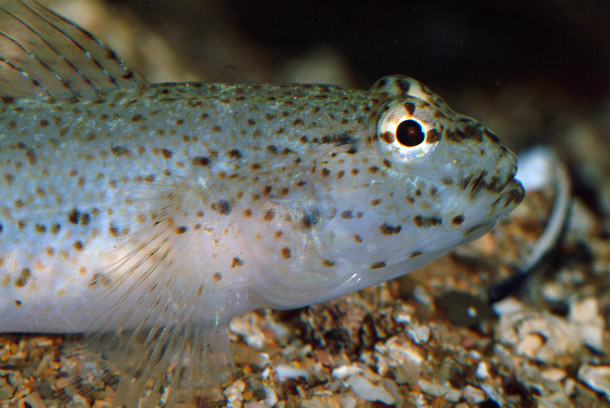
Anemonengrundel

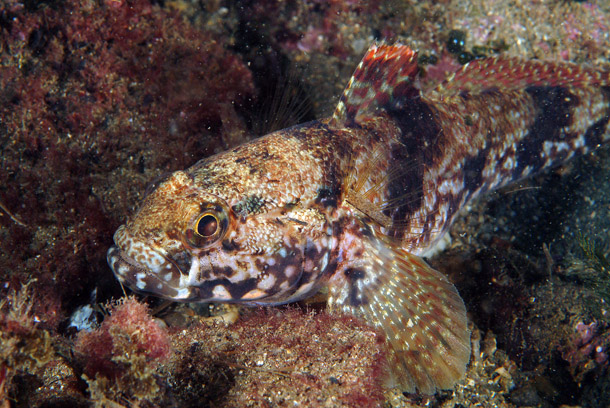
Gobius paganellus

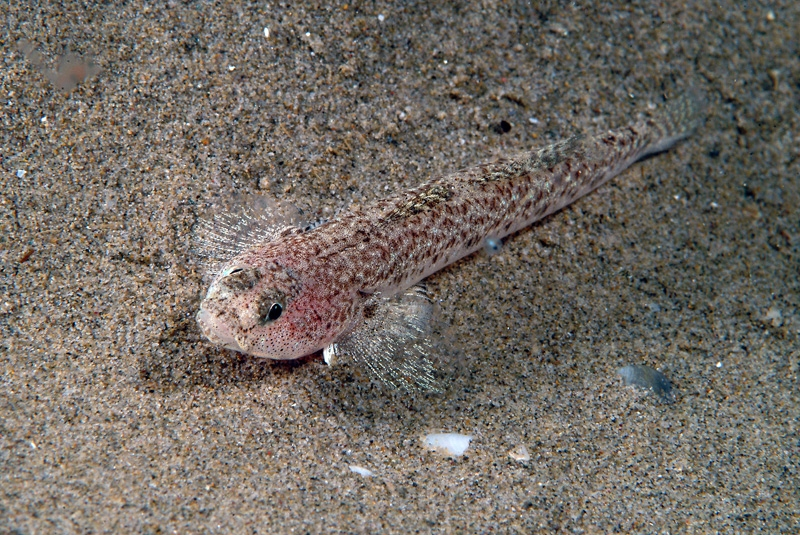
Pomatoschistus marmoratus

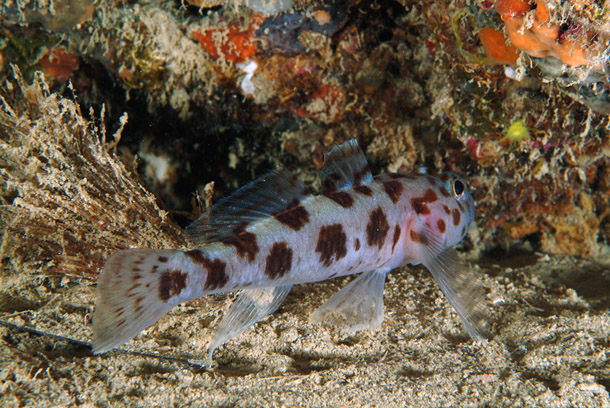
Thorogobius ephippiatus.
Alle Grundelfotos sind von der toskanischen Küste.

- Liechtenstein-Grundel (Corcyrogobius liechtensteini), endemisch
- Coryogalops ocheticus, zugewandert durch den Suezkanal
- Crystallogobius linearis
- Deltentosteus collonianus
- Deltentosteus quadrimaculatus
- Didogobius bentuvii, endemisch
- Didogobius schlieweni, endemisch
- Didogobius splechtnai, endemisch
- Favonigobius melanobranchus
- Gammogobius steinitzi, endemisch
- Gobius ater
- Gobius auratus
- Anemonengrundel (Gobius bucchichi)
- Gobius cobitis
- Gobius couchi
- Gobius cruentatus
- Gobius fallax
- Gobius geniporus, endemisch
- Gobius kolombatovici
- Gobius niger
- Gobius paganellus
- Gobius roulei
- Gobius strictus, endemisch
- Gobius vittatus, endemisch
- Gobius xanthocephalus
- Gobiusculus flavescens
- Gymnesigobius medits
- Hazeus ingressus
- Knipowitschia caucasica
- Knipowitschia panizzae
- Lebetus guilleti
- Lesueurigobius friesii
- Lesueurigobius sanzi
- Lesueurigobius suerii, endemisch
- Millerigobius macrocephalus, endemisch
- Odondebuenia balearica, endemisch
- Oxyurichthys papuensis, zugewandert durch den Suezkanal
- Oxyurichthys petersi, zugewandert durch den Suezkanal
- Pomatoschistus bathi, endemisch
- Pomatoschistus canestrinii, endemisch
- Pomatoschistus knerii, endemisch
- Pomatoschistus marmoratus
- Strandgrundel (Pomatoschistus microps)
- Sandgrundel (Pomatoschistus minutus)
- Pomatoschistus nanus
- Pomatoschistus norvegicus
- Pomatoschistus pictus
- Pomatoschistus quagga, endemisch
- Pomatoschistus tortonesei, endemisch
- Pseudaphya ferreri, endemisch
- Silhouettea aegyptia, zugewandert durch den Suezkanal
- Speleogobius trigloides, endemisch
- Thorogobius ephippiatus
- Thorogobius macrolepis, endemisch
- Vanneaugobius dollfusi
- Vanneaugobius pruvoti
- Zebrus zebrus
- Grasgrundel (Zosterisessor ophiocephalus)

### Seenadelartige

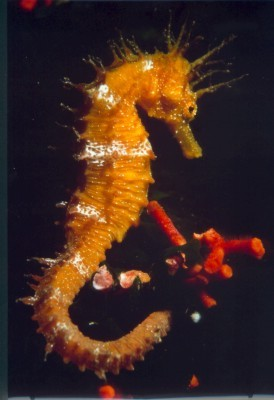
Langschnäuziges Seepferdchen Sardinien

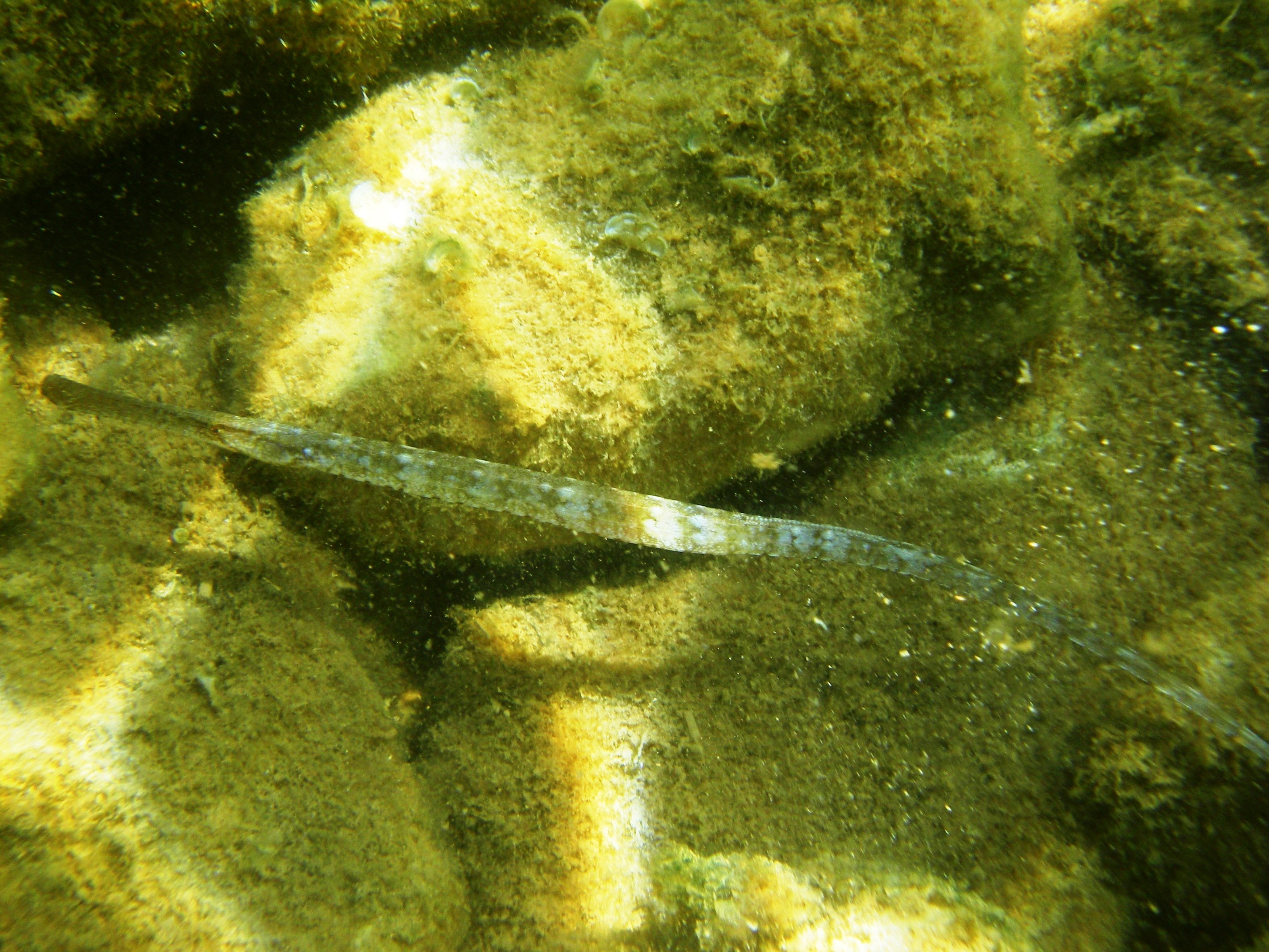
Grasnadel Kroatien

- Glatter Flötenfisch (Fistularia commersonii), zugewandert durch den Suezkanal
- Rauer Flötenfisch (Fistularia petimba), zugewandert aus dem tropischen Atlantik
- Gewöhnlicher Schnepfenfisch (Macroramphosus scolopax)
- Große Schlangennadel (Entelurus aequoreus)
- Hippocampus fuscus, zugewandert durch den Suezkanal
- Langschnäuziges Seepferdchen (Hippocampus guttulatus)
- Kurzschnäuziges Seepferdchen (Hippocampus hippocampus)
- Minyichthys sentus
- Nerophis lumbriciformis
- Nerophis maculatus
- Kleine Schlangennadel (Nerophis ophidion)
- Syngnathus abaster
- Große Seenadel (Syngnathus acus)
- Syngnathus phlegon
- Syngnathus rostellatus, zugewandert aus dem borealen Atlantik
- Syngnathus taenionotus, endemisch
- Syngnathus tenuirostris
- Grasnadel (Syngnathus typhle)
- Flughahn (Dactylopterus volitans)

### Leierfische
- Callionymus fasciatus

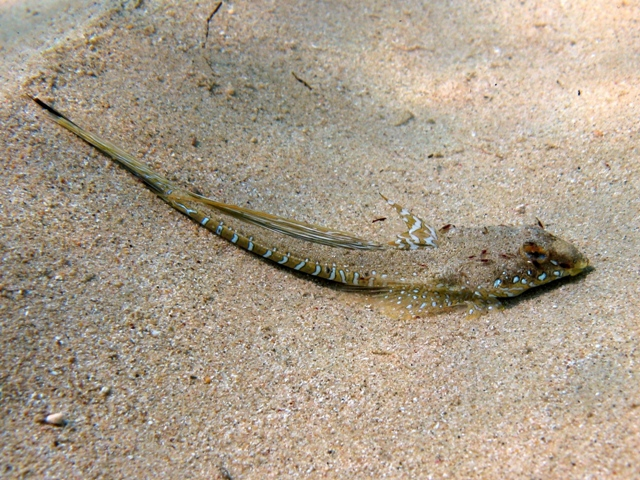
Callionymus pusillus, Griechenland

- Callionymus filamentosus, zugewandert durch den Suezkanal
- Gestreifter Leierfisch (Callionymus lyra)
- Callionymus maculatus
- Callionymus pusillus
- Callionymus reticulatus
- Callionymus risso
- Protogrammus alboranensis
- Synchiropus phaeton

### Meerbarben
- Rotbarbe (Mullus barbatus)

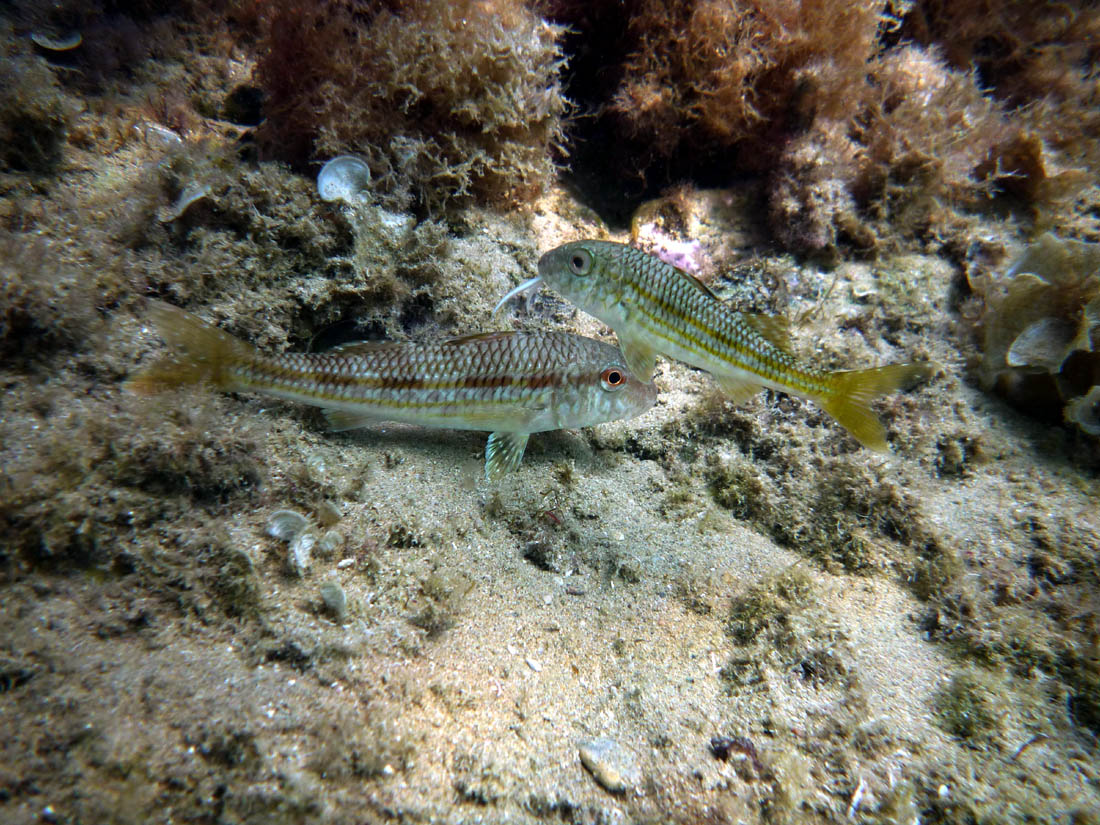
Streifenbarben, Cartagena

- Streifenbarbe (Mullus surmuletus)
- Rotmeer-Barbe (Parupeneus forsskali)
- Westafrikanische Meerbarbe (Pseudupeneus prayensis), zugewandert aus dem tropischen Atlantik
- Molukkenbarbe (Upeneus moluccensis), zugewandert durch den Suezkanal
- Upeneus pori, zugewandert durch den Suezkanal

### Makrelenartige i.w.S.
- Brachsenmakrele (Brama brama)
- Blaufisch (Pomatomus saltatrix)
- Ölfisch (Ruvettus pretiosus)
- Lepidopus caudatus
- Trichiurus lepturus
- Wahoo (Acanthocybium solandri)
- Auxis rochei rochei
- Unechter Bonito (Auxis thazard)
- Thonine (Euthynnus alletteratus)

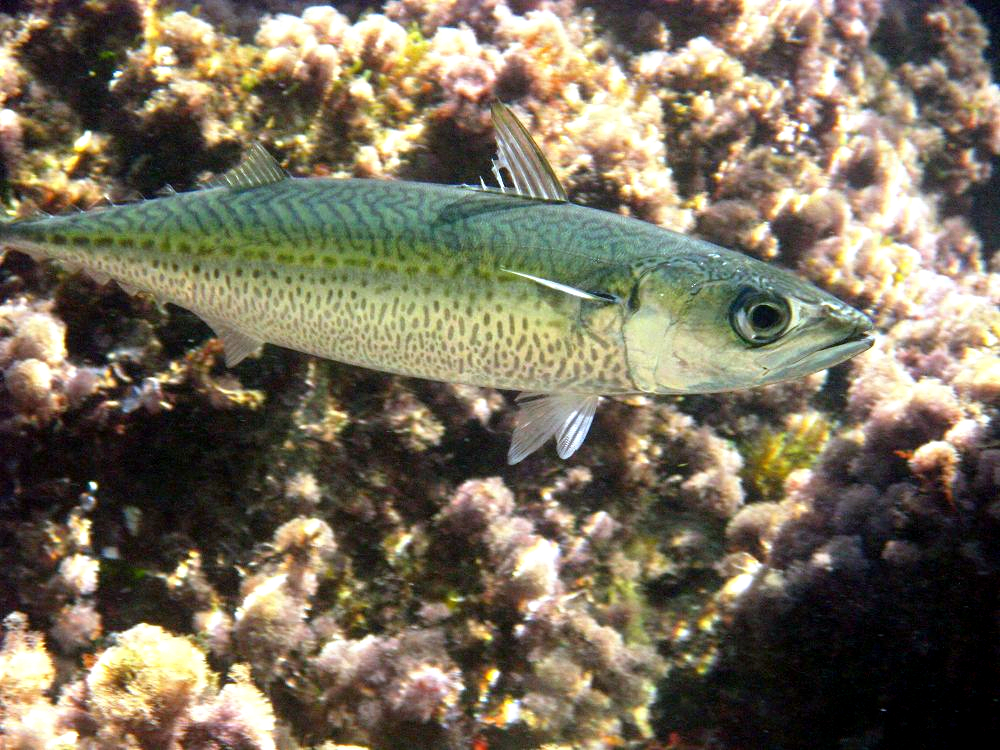
Thunmakrele, Ligurisches Meer

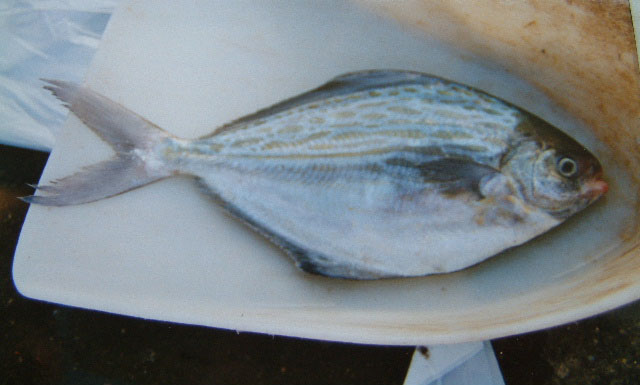
Blauer Butterfisch, gefangen bei Neapel.

- Echter Bonito (Katsuwonus pelamis)
- Ungestreifter Pelamide (Orcynopsis unicolor)
- Indische Makrele (Rastrelliger kanagurta), zugewandert durch den Suezkanal
- Pelamide (Sarda sarda)
- Thunmakrele (Scomber colias)
- Scomber japonicus
- Makrele (Scomber scombrus)
- Scomberomorus commerson, zugewandert durch den Suezkanal
- Scomberomorus tritor
- Weißer Thun (Thunnus alalunga)
- Roter Thun (Thunnus thynnus)
- Schwarzfisch (Centrolophus niger)
- Hyperoglyphe perciformis
- Schedophilus medusophagus
- Schedophilus ovalis
- Cubiceps capensis
- Cubiceps gracilis
- Psenes pellucidus, zugewandert aus dem tropischen Atlantik
- Pampus argenteus
- Blauer Butterfisch (Stromateus fiatola)

### Stachelmakrelenartige
- Galeoides decadactylus

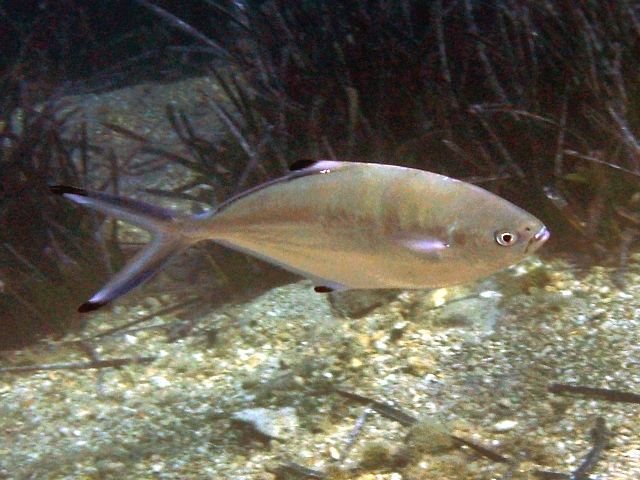
Trachinotus ovatus, Alonissos

- Cobia (Rachycentron canadum), zugewandert durch den Suezkanal
- Echeneis naucrates
- Remora australis
- Remora brachyptera
- Remora osteochir
- Remora remora
- Coryphaena equiselis
- Gemeine Goldmakrele (Coryphaena hippurus)
- Alectis alexandrinus
- Alepes djedaba, zugewandert durch den Suezkanal
- Campogramma glaycos
- Caranx crysos
- Caranx hippos
- Caranx rhonchus
- Decapterus macarellus
- Decapterus punctatus
- Decapterus russelli, zugewandert durch den Suezkanal
- Regenbogenmakrele (Elagatis bipinnulata)
- Lichia amia
- Pilotfisch (Naucrates ductor)
- Pseudocaranx dentex
- Selene dorsalis, zugewandert durch den Suezkanal
- Seriola carpenteri, zugewandert aus dem tropischen Atlantik
- Große Bernsteinmakrele (Seriola dumerili)
- Seriola fasciata, zugewandert aus dem tropischen Atlantik
- Seriola rivoliana, zugewandert aus dem tropischen Atlantik
- Trachinotus ovatus
- Trachurus mediterraneus
- Trachurus picturatus
- Bastardmakrele (Trachurus trachurus)

### Barrakudas

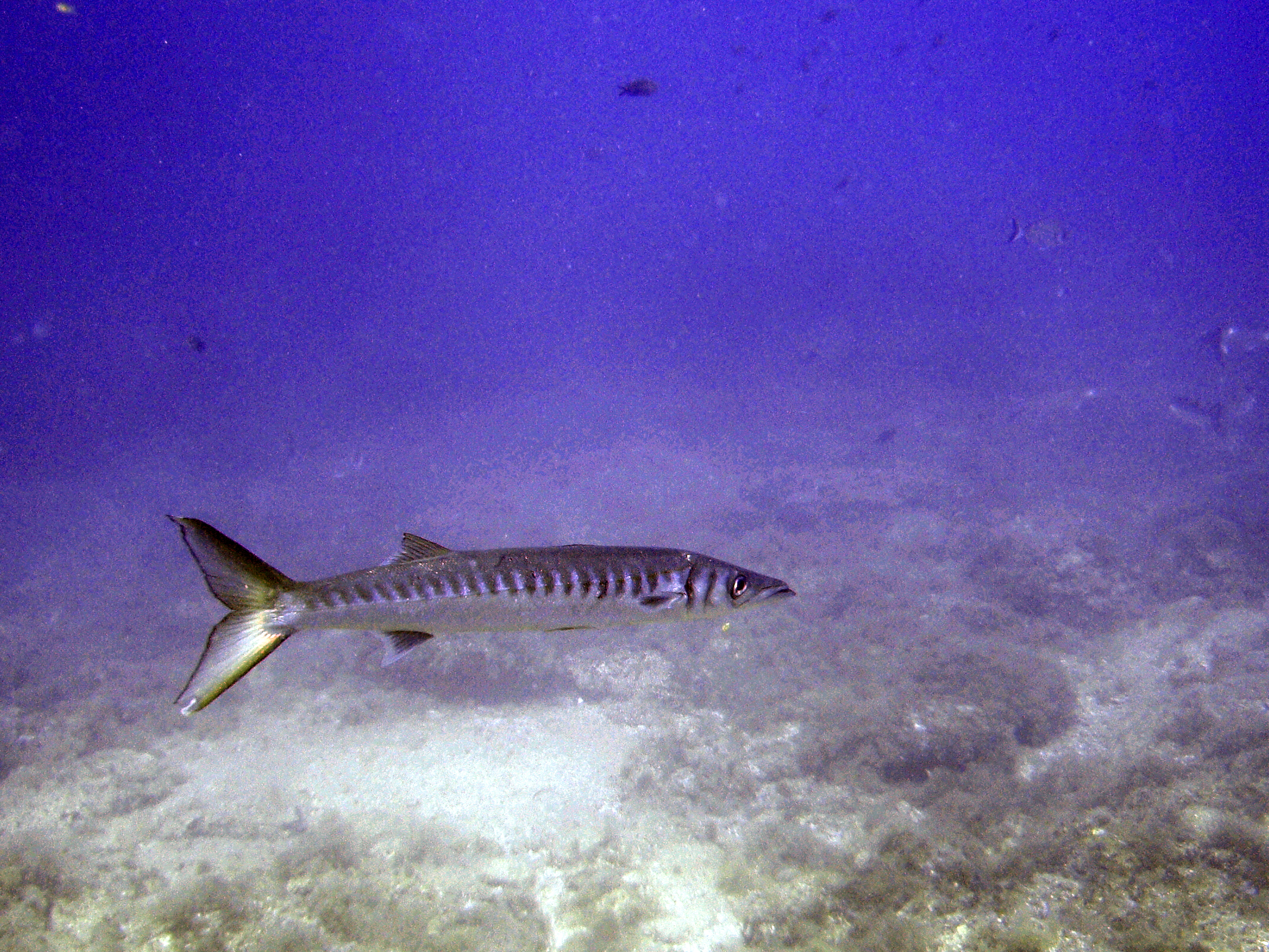
Sphyraena viridensis

- Europäischer Barrakuda (Sphyraena sphyraena)
- Gebänderter Barrakuda (Sphyraena viridensis)
- Sphyraena chrysotaenia, zugewandert durch den Suezkanal
- Gelbschwanz-Barrakuda (Sphyraena flavicauda), zugewandert durch den Suezkanal
- Sphyraena obtusata, zugewandert durch den Suezkanal

### Schwertfischartige

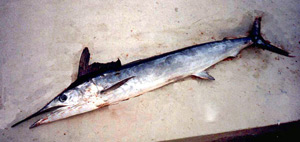
Mittelmeer-Speerfisch

- Fächerfisch (Istiophorus platypterus)
- Schwarzer Marlin (Makaira indica), zugewandert durch den Suezkanal
- Atlantischer Blauer Marlin (Makaira nigricans)
- Weißer Marlin (Tetrapturus albidus)
- Mittelmeer-Speerfisch (Tetrapturus belone), endemisch
- Tetrapturus georgii
- Schwertfisch (Xiphias gladius)

### Plattfische
- Arnoglossus grohmanni
- Arnoglossus imperialis
- Arnoglossus kessleri
- Lammzunge (Arnoglossus laterna)
- Arnoglossus rueppelii
- Arnoglossus thori
- Weitaugenbutt (Bothus podas)
- Citharus linguatula
- Flunder (Platichthys flesus)
- Scholle (Pleuronectes platessa)

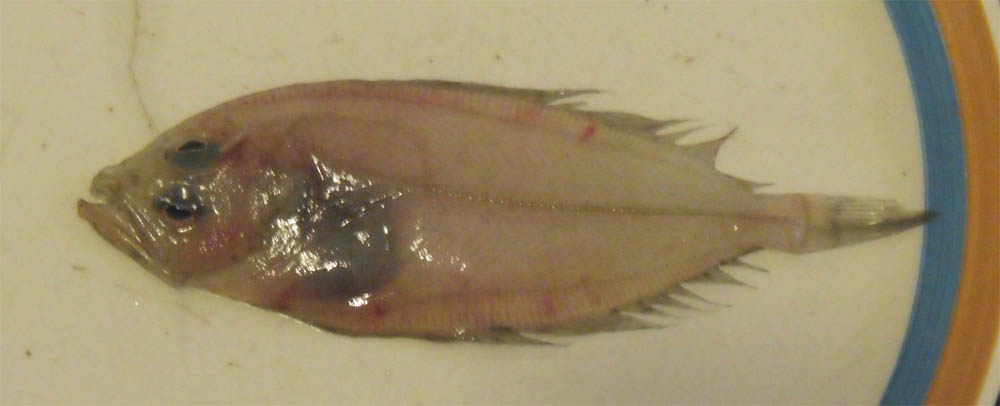
Flügelbutt, gefangen im Tyrrhenischen Meer

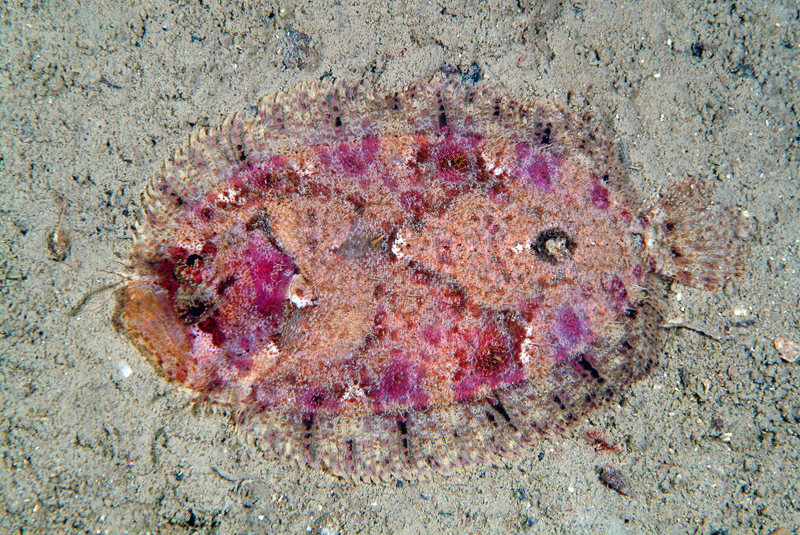
Zeugopterus regius, Toskana

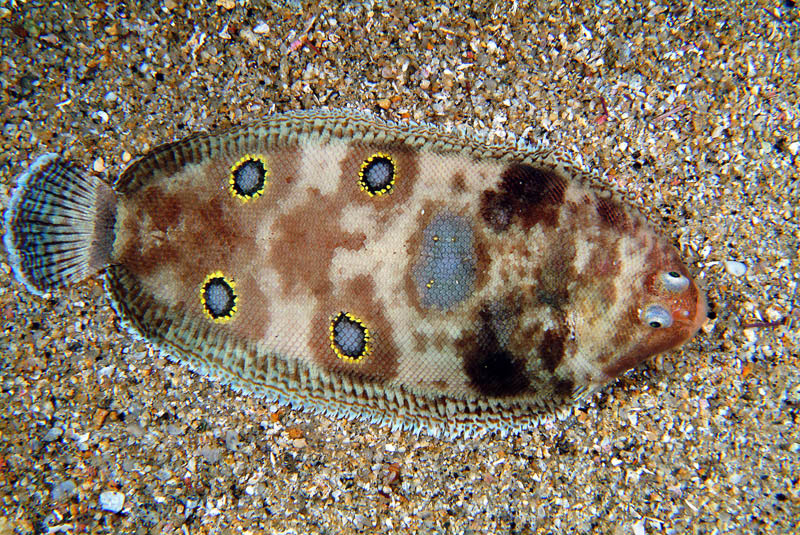
Microchirus ocellatus

- Gefleckter Flügelbutt (Lepidorhombus boscii)
- Flügelbutt (Lepidorhombus whiffiagonis)
- Schwarzmeer-Steinbutt (Psetta maeotica)
- Steinbutt (Psetta maxima)
- Glattbutt (Scophthalmus rhombus)
- Haarbutt (Zeugopterus punctatus)
- Zeugopterus regius
- Bathysolea profundicola
- Zwergzunge (Buglossidium luteum)
- Dicologlossa cuneata
- Dicologlossa hexophthalma, zugewandert aus dem tropischen Atlantik
- Microchirus azevia
- Microchirus boscanion, zugewandert aus dem tropischen Atlantik
- Microchirus ocellatus
- Streifenzunge (Microchirus variegatus)
- Monochirus hispidus
- Pegusa impar
- Sandzunge (Pegusa lascaris)
- Solea aegyptiaca
- Solea senegalensis, zugewandert aus dem tropischen Atlantik
- Seezunge (Solea solea)
- Synaptura lusitanica, zugewandert aus dem tropischen Atlantik
- Synapturichthys kleinii
- Cynoglossus sinusarabici, zugewandert durch den Suezkanal
- Symphurus ligulatus
- Symphurus nigrescens

### Ährenfischverwandte

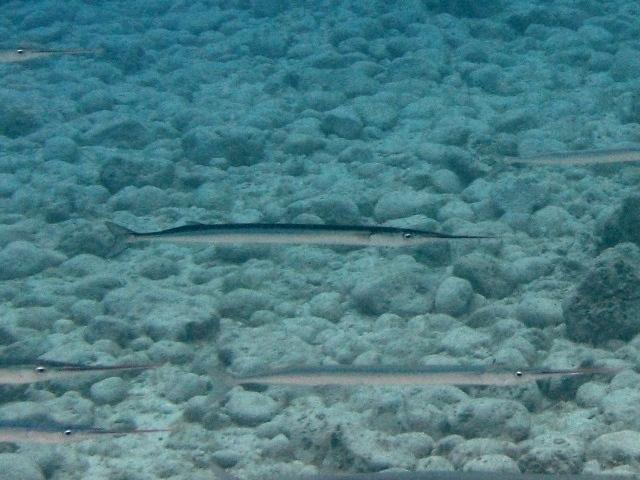
Gewöhnliche Hornhechte bei Lefkada

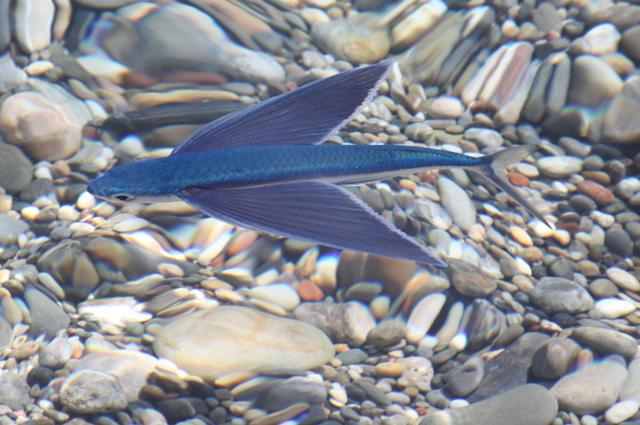
Schwalbenfisch

- Kleiner Ährenfisch (Atherina boyeri)
- Atherina hepsetus
- Ährenfisch (Atherina presbyter)
- Atherinomorus lacunosus, zugewandert durch den Suezkanal
- Gewöhnlicher Hornhecht (Belone belone)
- Belone svetovidovi
- Tylosurus acus
- Tylosurus choram, zugewandert durch den Suezkanal
- Scomberesox saurus saurus
- Cheilopogon exsiliens
- Cheilopogon furcatus, zugewandert aus dem tropischen Atlantik
- Cheilopogon heterurus
- Exocoetus obtusirostris
- Schwalbenfisch (Exocoetus volitans)
- Hirundichthys rondeletii
- Hirundichthys speculiger
- Parexocoetus mento, zugewandert durch den Suezkanal
- Hemiramphus far, zugewandert durch den Suezkanal
- Hyporhamphus affinis, zugewandert durch den Suezkanal
- Hyporhamphus picarti
- Aphanius dispar dispar
- Aphanius fasciatus
- Aphanius iberus

### Meeräschen

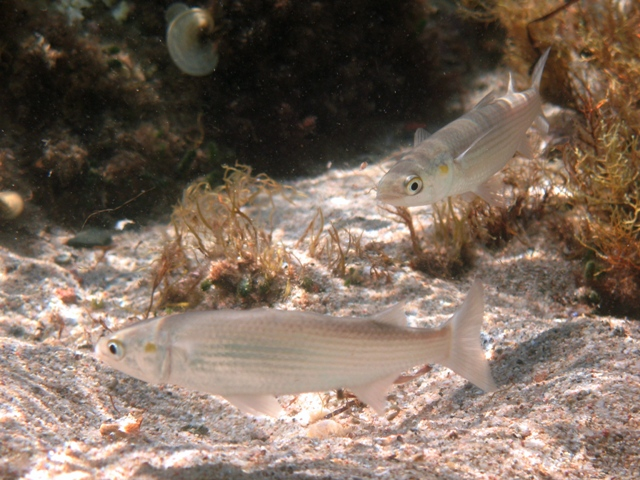
Gold-Meeräschen an der Küste Korsikas.

- Dicklippige Meeräsche (Chelon labrosus)
- Gold-Meeräsche (Liza aurata)
- Liza carinata, zugewandert durch den Suezkanal
- Liza haematocheila, zugewandert durch den Suezkanal
- Dünnlippige Meeräsche (Liza ramada)
- Liza saliens
- Großkopfmeeräsche (Mugil cephalus)
- Mugil soiuy, introduced
- Kastenmaul-Meeräsche (Oedalechilus labeo)

### Riffbarsche
- Abudefduf saxatilis
- Mönchsfisch (Chromis chromis)

### Schildfische&Schleimfische
- Apletodon dentatus dentatus
- Apletodon incognitus
- Apletodon microcephalus

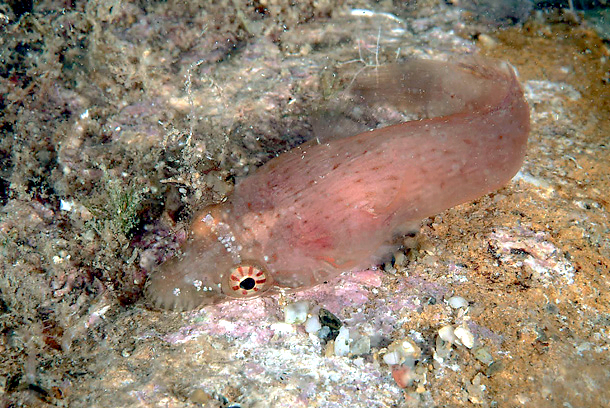
Rotflecken-Ansauger, Toskana

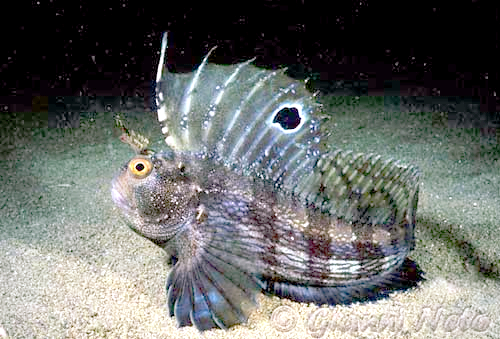
Seeschmetterling, Straße von Messina

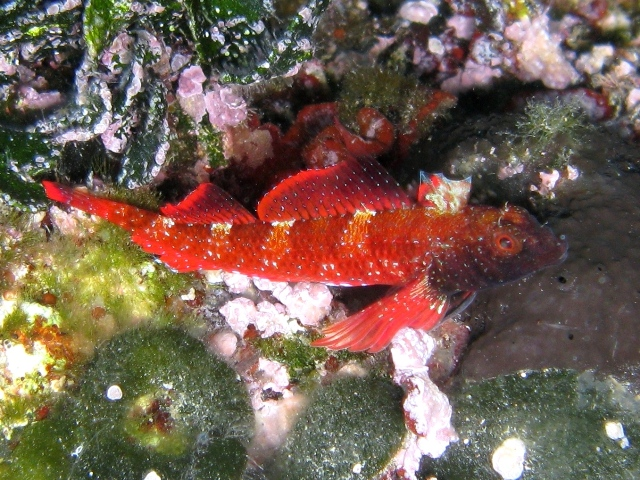
Tripterygion tripteronotum, Kroatien

- Diplecogaster bimaculata bimaculata
- Gouania willdenowi
- Rotflecken-Ansauger (Lepadogaster candolii)
- Blaufleckiger Ansauger (Lepadogaster lepadogaster)
- Lepadogaster purpurea
- Opeatogenys gracilis, endemisch
- Aidablennius sphynx
- Seeschmetterling (Blennius ocellaris)
- Coryphoblennius galerita
- Hypleurochilus bananensis
- Lipophrys adriaticus
- Lipophrys canevae
- Lipophrys dalmatinus
- Lipophrys nigriceps, endemisch
- Schan (Lipophrys pholis)
- Omobranchus punctatus, zugewandert durch den Suezkanal
- Gestreifter Schleimfisch (Parablennius gattorugine)
- Parablennius incognitus
- Parablennius pilicornis
- Parablennius rouxi
- Parablennius sanguinolentus
- Parablennius tentacularis
- Parablennius zvonimiri
- Grauer Schleimfisch (Paralipophrys trigloides)
- Petroscirtes ancylodon, zugewandert durch den Suezkanal
- Salaria basilisca, endemisch
- Salaria pavo
- Scartella cristata
- Clinitrachus argentatus
- Gelber Spitzkopf-Schleimfisch (Tripterygion delaisi)
- Tripterygion melanurum, endemisch
- Roter Spitzkopfschleimfisch (Tripterygion tripteronotum)

### Schnapper,Süßlippen und Grunzer

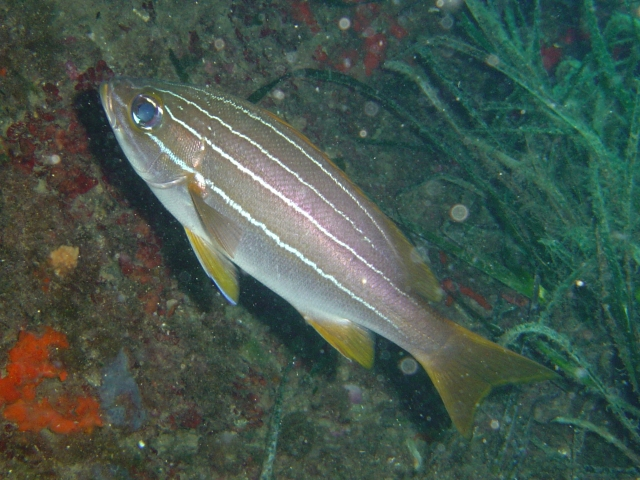
Parapristipoma octolineatum

- Sardinen-Füsilier (Dipterygonotus balteatus), zugewandert durch den Suezkanal
- Lutjanus argentimaculatus
- Lutjanus jocu
- Parapristipoma humile
- Parapristipoma octolineatum
- Plectorhinchus mediterraneus
- Pomadasys incisus
- Pomadasys stridens, zugewandert durch den Suezkanal

### Umberfische

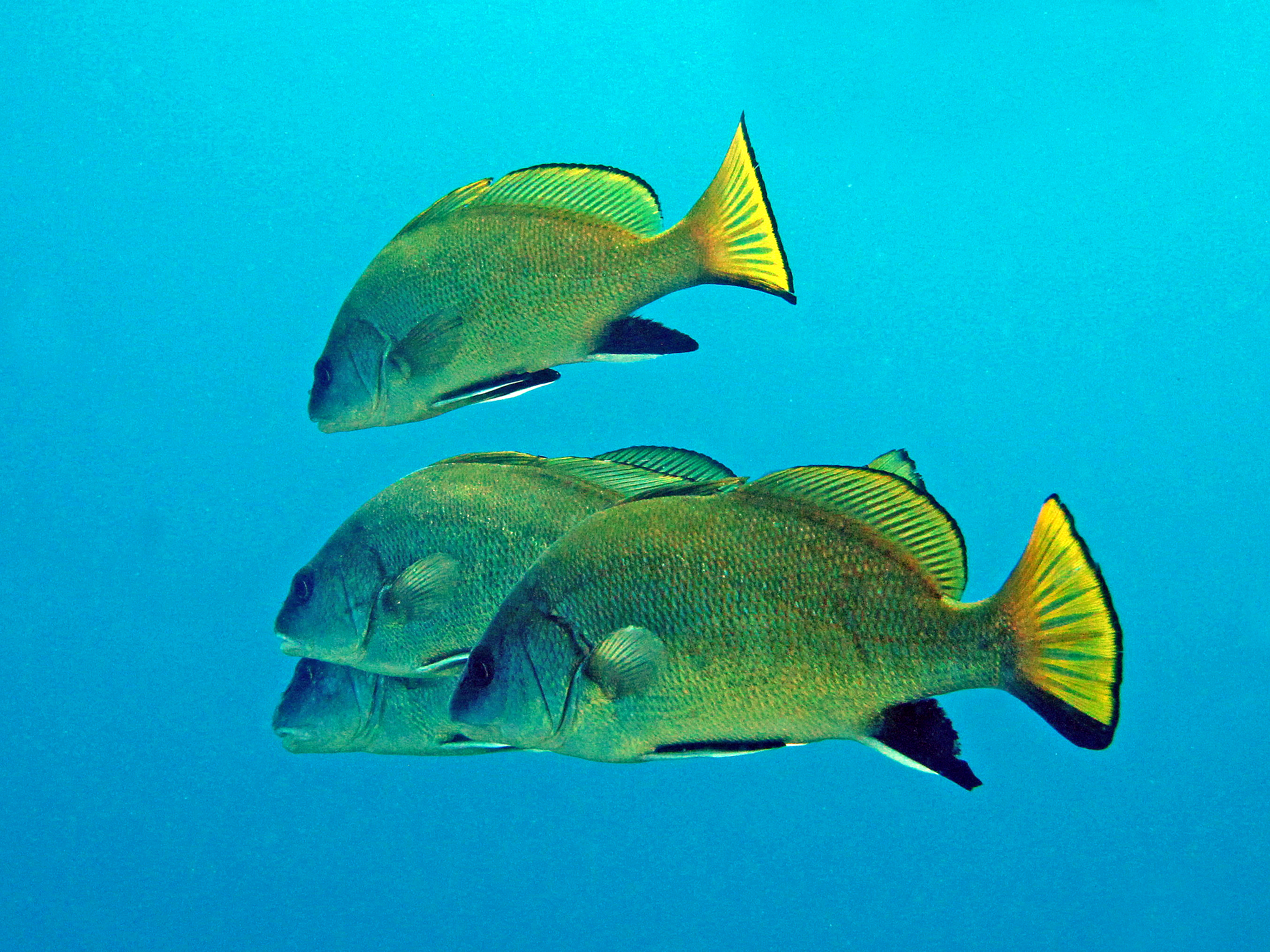
Meerraben

- Adlerfisch (Argyrosomus regius)
- Meerrabe (Sciaena umbra)
- Umbrina canariensis
- Gewöhnlicher Umber (Umbrina cirrosa)
- Umbrina ronchus

### Himmelsguckerartige
- Tobiasfisch (Ammodytes tobianus)

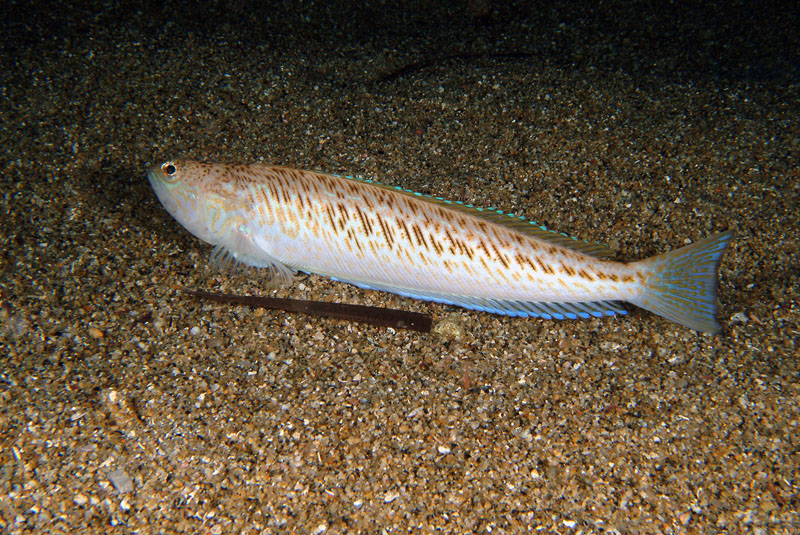
Gewöhnliches Petermännchen bei Giglio

- Mittelmeersandaal (Gymnammodytes cicerelus)
- Nacktsandaal (Gymnammodytes semisquamatus), zugewandert aus dem borealen Atlantik
- Pinguipes brasilianus, zugewandert aus dem tropischen Atlantik
- Himmelsgucker (Uranoscopus scaber)

### Lippfische

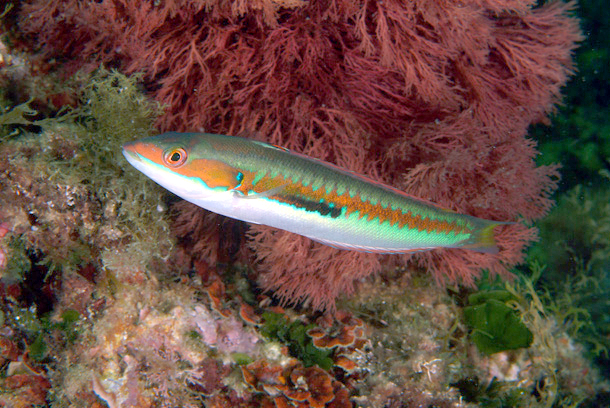
Meerjunker, Männchen, Toskana

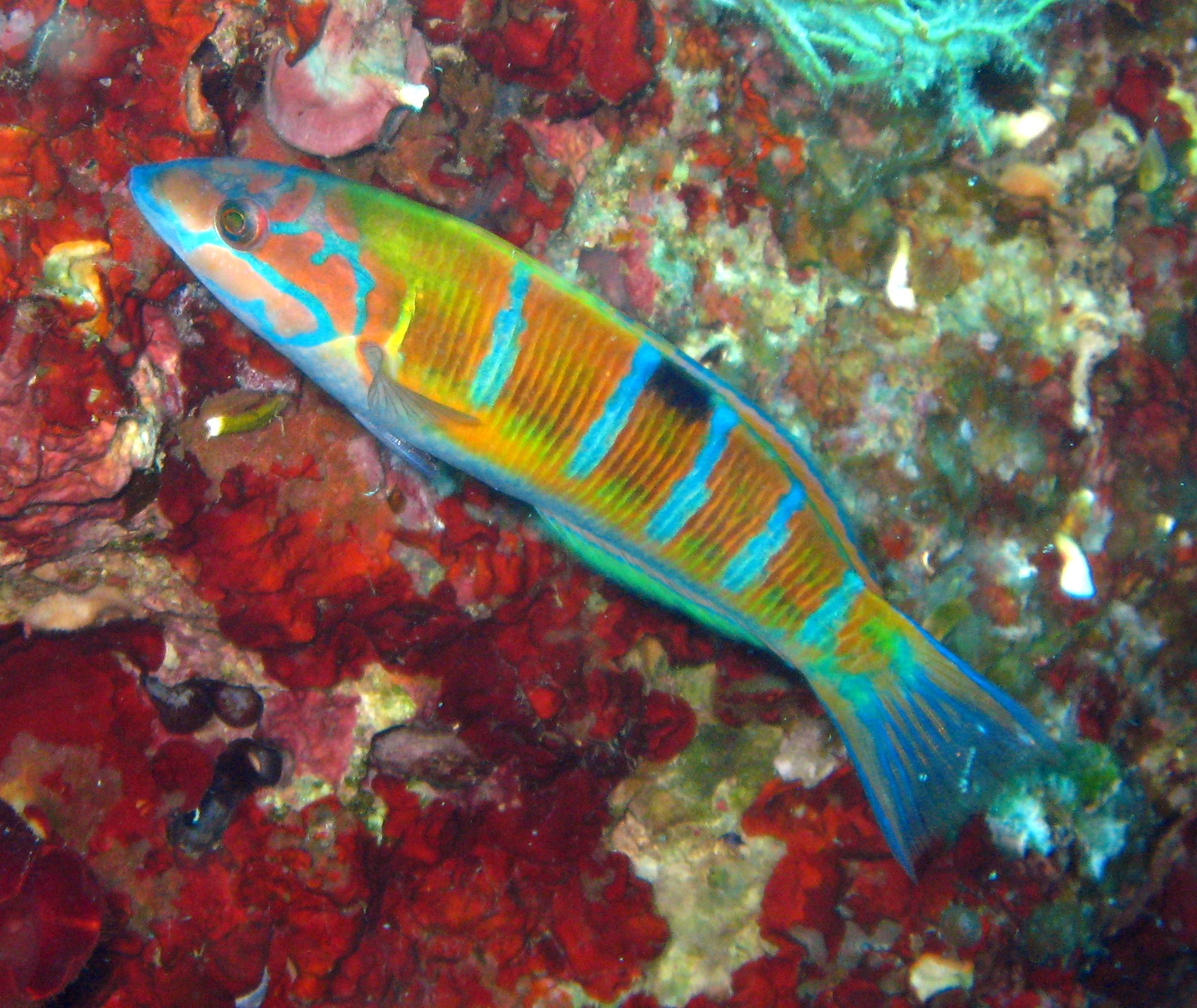
Meerpfau, Weibchen, Kreta

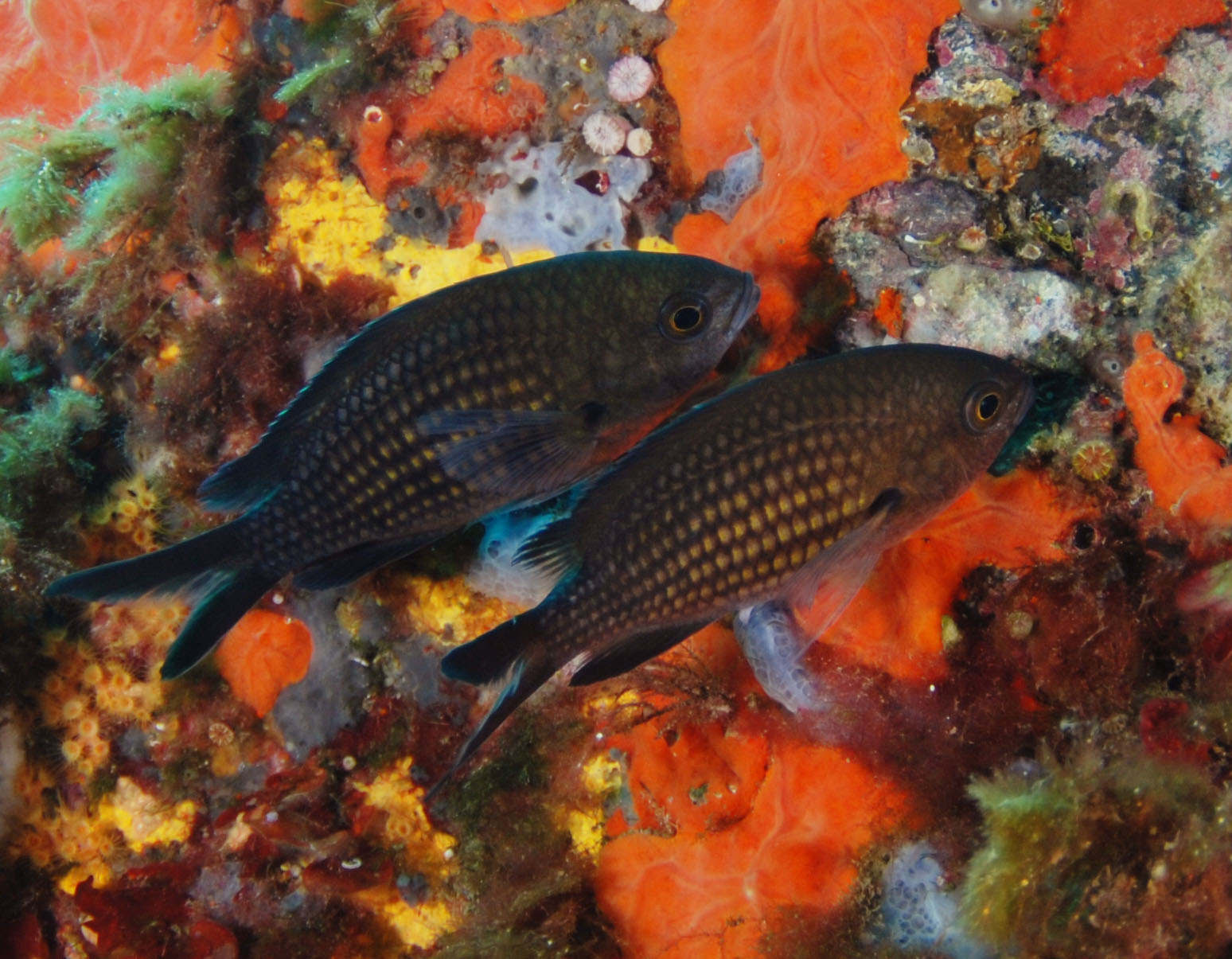
Mönchsfische

- Schuppenflossen-Lippfisch (Acantholabrus palloni)
- Kleinmäuliger Lippfisch (Centrolabrus exoletus), zugewandert aus dem borealen Atlantik
- Centrolabrus trutta
- Meerjunker (Coris julis)
- Klippenbarsch (Ctenolabrus rupestris)
- Blauer Schermesserfisch (Iniistius pavo), zugewandert durch den Suezkanal
- Gefleckter Lippfisch (Labrus bergylta)
- Labrus merula
- Kuckuckslippfisch (Labrus mixtus)
- Labrus viridis
- Lappanella fasciata
- Pteragogus pelycus, zugewandert durch den Suezkanal
- Schuppenwangen-Lippfisch (Symphodus bailloni)
- Symphodus cinereus
- Symphodus doderleini, endemisch
- Symphodus mediterraneus
- Symphodus melanocercus, endemisch
- Goldmaid (Symphodus melops)
- Symphodus ocellatus
- Symphodus roissali
- Symphodus rostratus
- Pfauen-Lippfisch (Symphodus tinca)
- Meerpfau (Thalassoma pavo)
- Xyrichtys novacula
- Scarus ghobban, zugewandert durch den Suezkanal
- Europäischer Papageifisch (Sparisoma cretense)

### Meerbrassenartige
- Gelbstriemenbrasse (Boops boops)

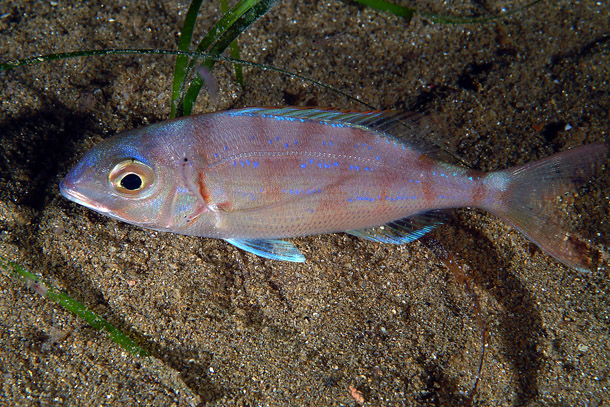
Rotbrasse, Giglio

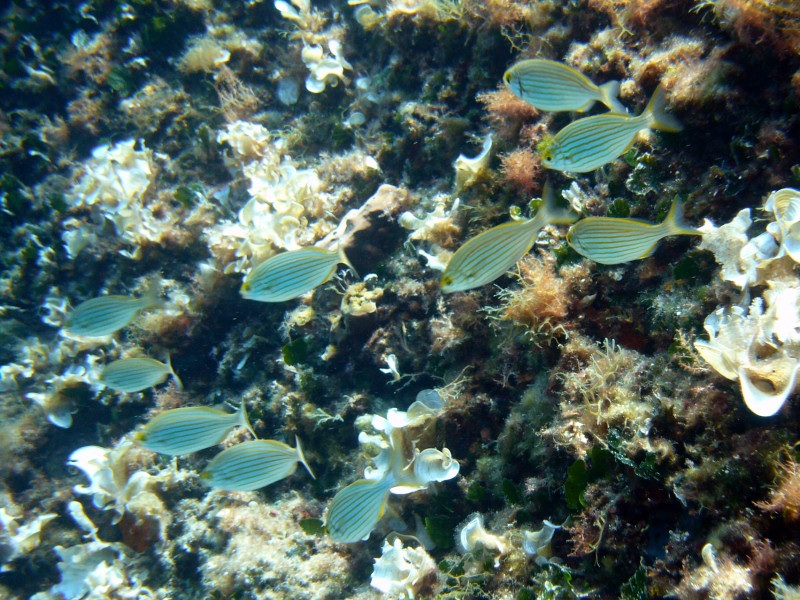
Goldstriemen, Kroatien

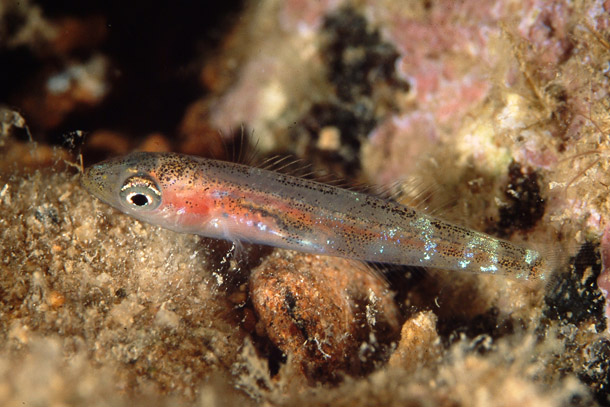
Centracanthus cirrus Jungfisch, Toscana

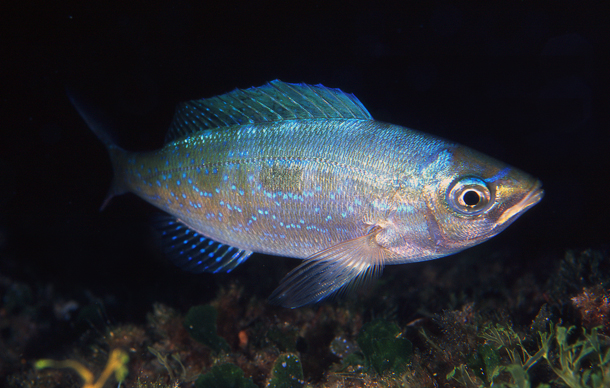
Spicara maena, Toscana

- Crenidens crenidens, zugewandert durch den Suezkanal
- Zahnbrasse (Dentex dentex)
- Dentex gibbosus
- Dentex macrophthalmus
- Dentex maroccanus
- Diplodus annularis
- Diplodus bellottii, zugewandert aus dem tropischen Atlantik
- Diplodus cervinus
- Diplodus levantinus
- Spitzbrasse (Diplodus puntazzo)
- Große Geißbrasse (Diplodus sargus)
- Zweibindenbrasse (Diplodus vulgaris)
- Marmorbrasse (Lithognathus mormyrus)
- Bandbrasse (Oblada melanura)
- Pagellus acarne
- Pagellus bellottii, zugewandert aus dem tropischen Atlantik
- Pagellus bogaraveo
- Rotbrasse (Pagellus erythrinus)
- Rotbandbrasse (Pagrus auriga)
- Pagrus caeruleostictus
- Pagrus major, zugewandert durch den Suezkanal
- Gemeine Meerbrasse (Pagrus pagrus)
- Rhabdosargus haffara, zugewandert durch den Suezkanal
- Goldstrieme (Sarpa salpa)
- Goldbrasse (Sparus aurata)
- Streifenbrasse (Spondyliosoma cantharus)
- Centracanthus cirrus
- Spicara maena
- Spicara smaris
- Nemipterus japonicus, fraglich
- Nemipterus randalli, zugewandert durch den Suezkanal

### Doktorfischartige
- Rotmeer-Rippen-Falterfisch (Chaetodon austriacus)
- Hoefers Falterfisch (Chaetodon hoefleri)
- Schwarzrücken-Falterfisch (Chaetodon melannotus)
- Rotmeer-Wimpelfisch (Heniochus intermedius), zugewandert durch den Suezkanal
- Eberfisch (Capros aper)
- Langflossen-Fledermausfisch (Platax teira), zugewandert durch den Suezkanal
- Acanthurus monroviae, zugewandert aus dem tropischen Atlantik
- Dianafisch (Luvarus imperialis)
- Siganus luridus, zugewandert durch den Suezkanal
- Siganus rivulatus, zugewandert durch den Suezkanal

### Armflosser
- Schwarzer Seeteufel (Lophius budegassa)
- Seeteufel (Lophius piscatorius)
- Chaunax suttkusi, zugewandert aus dem tropischen Atlantik

### Kugelfischverwandte

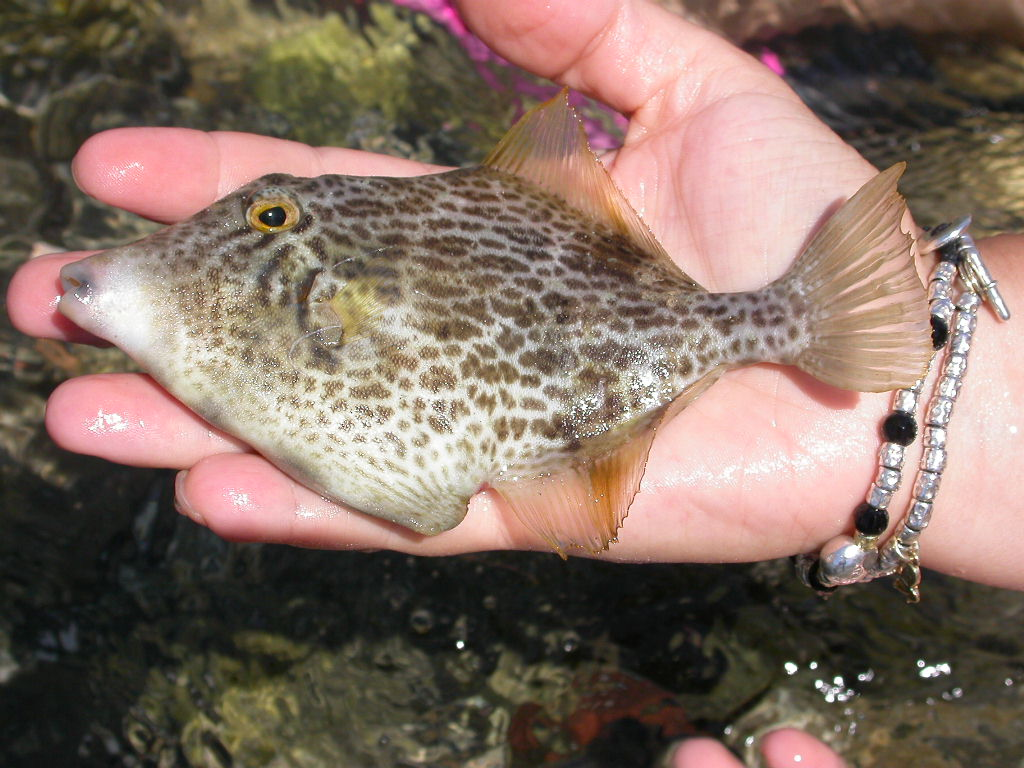
Stephanolepis diaspros, gefangen bei Bari

- Grauer Drückerfisch (Balistes capriscus)
- Gelbflecken-Igelfisch (Cyclichthys spilostylus), zugewandert durch den Suezkanal
- Gepunkteter Igelfisch (Diodon hystrix), zugewandert aus dem tropischen Atlantik
- Mondfisch (Mola mola)
- Schlanker Sonnenfisch (Ranzania laevis)
- Stephanolepis diaspros, zugewandert durch den Suezkanal
- Acanthostracion notacanthus
- Acanthostracion quadricornis
- Lactophrys trigonus
- Pyramiden-Kofferfisch (Tetrosomus gibbosus), zugewandert durch den Suezkanal
- Tetragonurus cuvieri
- Weißflecken-Kugelfisch (Arothron hispidus)
- Ephippion guttifer
- Lagocephalus lagocephalus
- Lagocephalus sceleratus, zugewandert durch den Suezkanal
- Lagocephalus spadiceus, zugewandert durch den Suezkanal
- Lagocephalus suezensis, zugewandert durch den Suezkanal
- Sphoeroides marmoratus, zugewandert aus dem tropischen Atlantik
- Sphoeroides pachygaster, zugewandert aus dem tropischen Atlantik
- Torquigener flavimaculosus, zugewandert durch den Suezkanal
- Tylerius spinosissimus, zugewandert durch den Suezkanal

### Sonnenbarschartige
- Kyphosus sectatrix

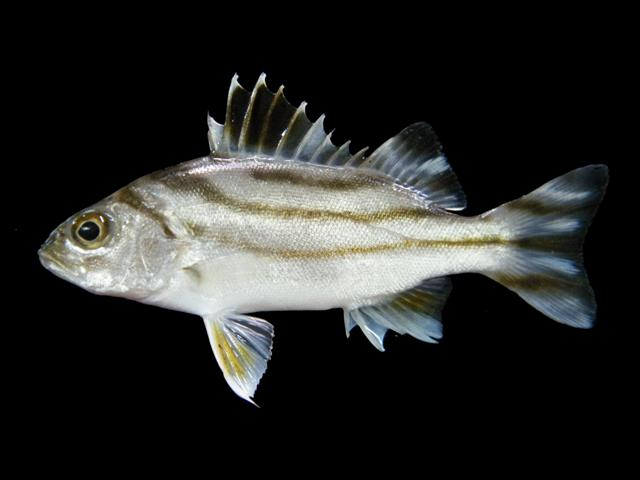
Terapon jarbua

- Pelates quadrilineatus, zugewandert durch den Suezkanal
- Terapon jarbua, zugewandert durch den Suezkanal
- Terapon puta, zugewandert durch den Suezkanal
- Terapon therapes, zugewandert durch den Suezkanal

### Tiefsee-Kardinalbarsche
- Epigonus constanciae
- Epigonus denticulatus
- Epigonus telescopus
- Microichthys coccoi
- Microichthys sanzoi

### Sägebarsche,ZackenbarscheundPetermännchen

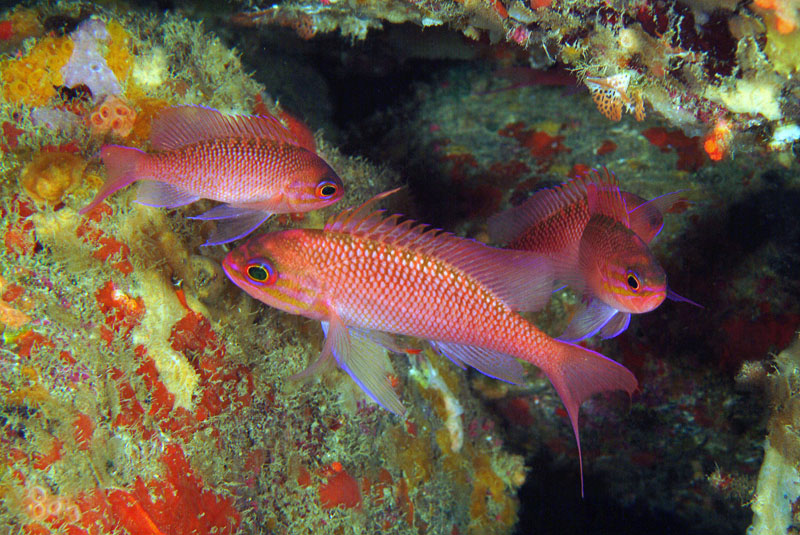
Mittelmeer-Fahnenbarsche bei Giglio.

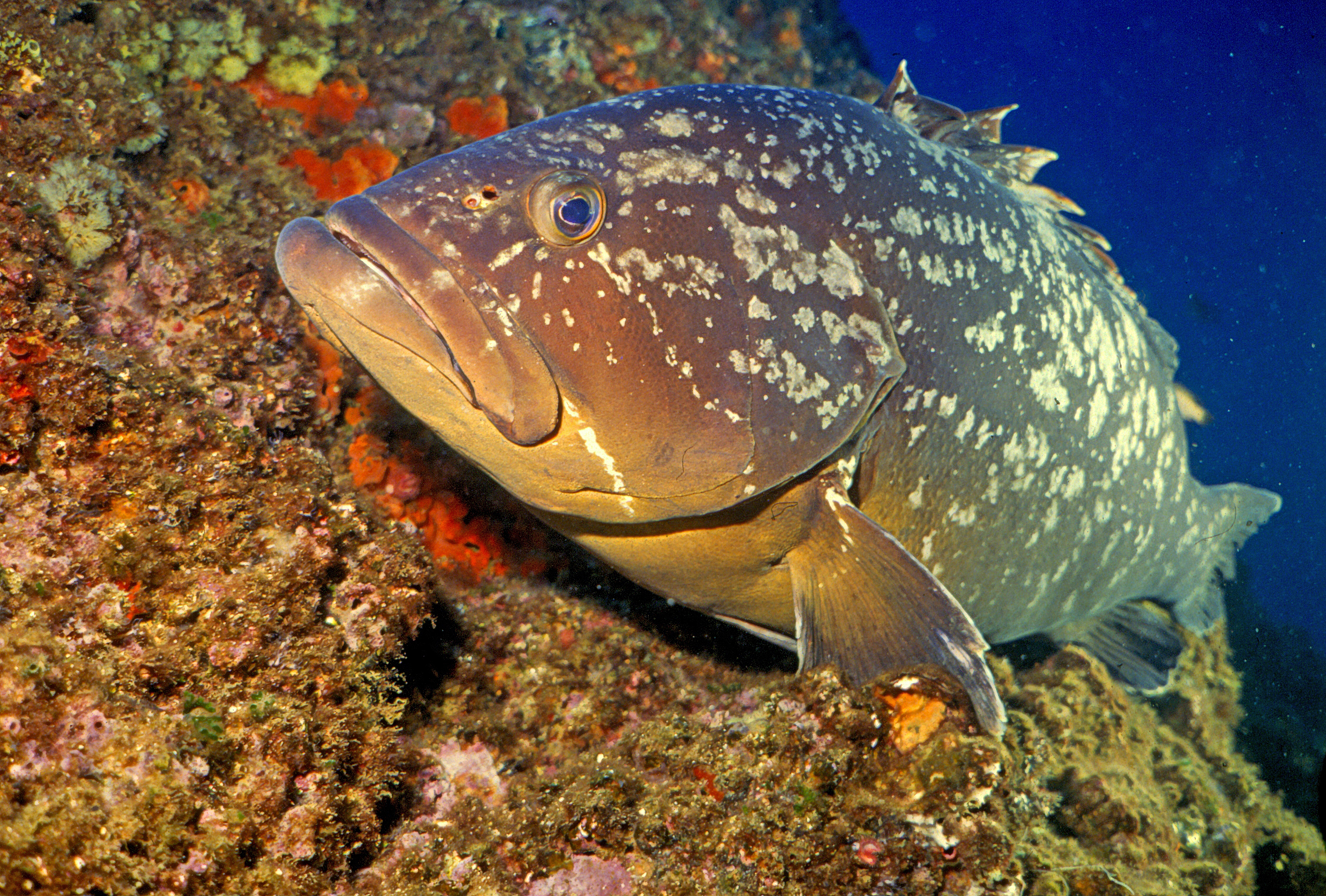
Brauner Zackenbarsch

- Mittelmeer-Fahnenbarsch (Anthias anthias)
- Westafrikanischer Juwelenbarsch (Cephalopholis taeniops), zugewandert aus dem tropischen Atlantik
- Weißer Zackenbarsch (Epinephelus aeneus)
- Hundezahn-Zackenbarsch (Epinephelus caninus)
- Estuar-Zackenbarsch (Epinephelus coioides), zugewandert durch den Suezkanal
- Gestreifter Zackenbarsch (Epinephelus costae)
- Malabar-Zackenbarsch (Epinephelus malabaricus), zugewandert durch den Suezkanal
- Brauner Zackenbarsch (Epinephelus marginatus)
- Hyporthodus haifensis
- Gefleckter Zackenbarsch (Mycteroperca rubra)
- König-Sägebarsch (Serranus atricauda)
- Sägebarsch (Serranus cabrilla)
- Brauner Sägebarsch (Serranus hepatus)
- Schriftbarsch (Serranus scriba)
- Viperqueise (Echiichthys vipera)
- Mittelmeer-Petermännchen (Trachinus aranaeus)
- Gewöhnliches Petermännchen (Trachinus draco)
- Strahlen-Petermännchen (Trachinus radiatus)

### Drachenkopfverwandte

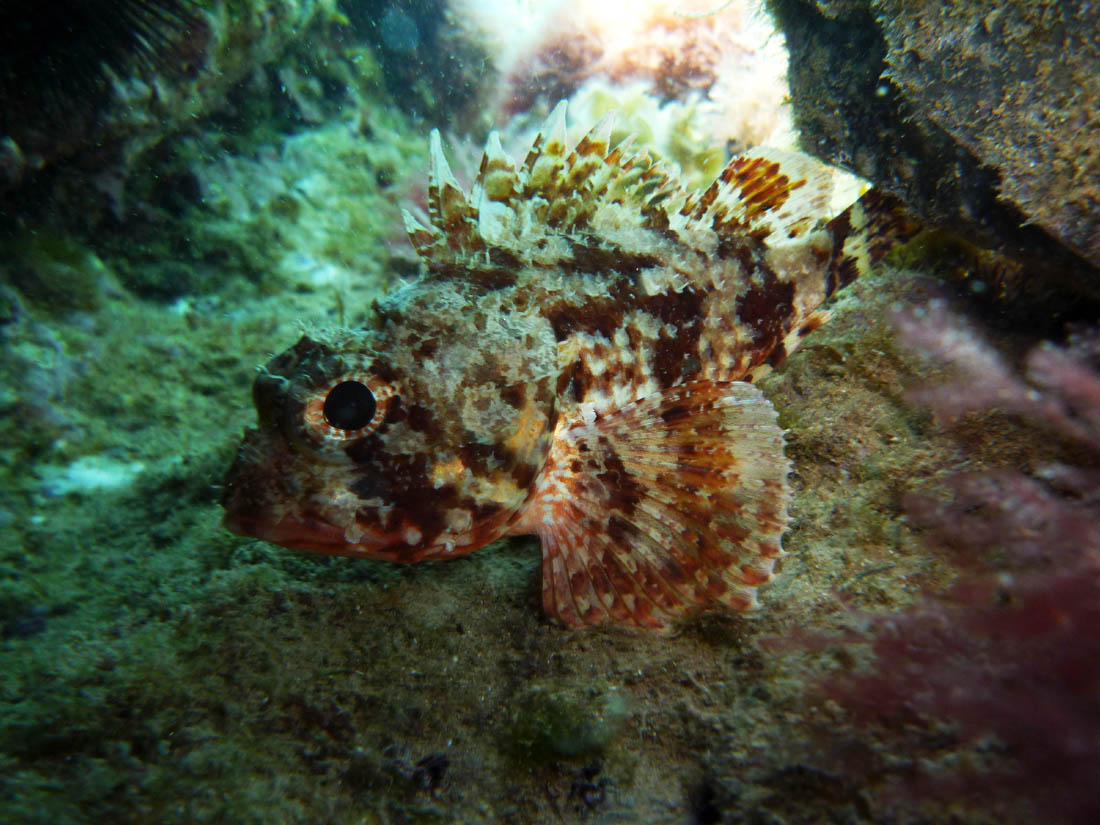
Kleiner Drachenkopf bei Cartagena

- Blaumäulchen (Helicolenus dactylopterus)
- Trachyscorpia cristulata, zugewandert aus dem tropischen Atlantik
- Pontinus kuhlii
- Indischer Rotfeuerfisch (Pterois miles), zugewandert durch den Suezkanal
- Scorpaena azorica, fraglich
- Scorpaena elongata
- Scorpaena loppei
- Scorpaena maderensis
- Kleiner Drachenkopf (Scorpaena notata)
- Brauner Drachenkopf (Scorpaena porcus)
- Großer Roter Drachenkopf (Scorpaena scrofa)
- Scorpaena stephanica, zugewandert aus dem tropischen Atlantik
- Scorpaenodes arenai
- Sebastapistes mauritiana, fraglich
- Elates ransonnettii, zugewandert durch den Suezkanal
- Papilloculiceps longiceps, zugewandert durch den Suezkanal
- Platycephalus indicus, zugewandert durch den Suezkanal
- Sorsogona prionota, zugewandert durch den Suezkanal

### Knurrhähne

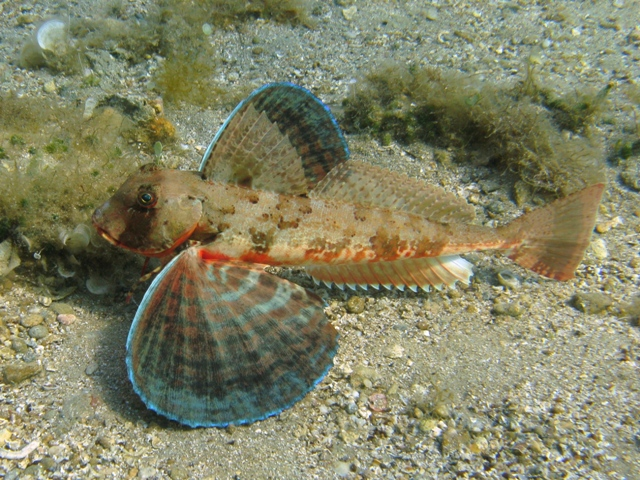
Gestreifter Knurrhahn an der Küste Kroatiens.

- Seekuckuck (Chelidonichthys cuculus)
- Roter Knurrhahn (Chelidonichthys lucernus)
- Fähnlich-Knurrhahn (Chelidonichthys obscurus)
- Grauer Knurrhahn (Eutrigla gurnardus)
- Großschuppen-Knurrhahn (Lepidotrigla cavillone)
- Stachel-Knurrhahn (Lepidotrigla dieuzeidei)
- Leierknurrhahn (Trigla lyra)
- Gestreifter Knurrhahn (Trigloporus lastoviza)
- Peristedion cataphractum

### Groppenverwandte
- Langstacheliger Seeskorpion (Taurulus bubalis)
- Eutelichthys leptochirus, endemisch
- Paraliparis murieli, endemisch
- Melanostigma atlanticum
- Seehase (Cyclopterus lumpus), zugewandert aus dem borealen Atlantik

### SonstigeBarschverwandte
- Callanthias ruber
- Champsodon nudivittis, möglicherweise mit Ballastwasser eingeführt
- Champsodon vorax, zugewandert
- Synagrops japonicus, zugewandert durch den Suezkanal
- Cepola macrophthalma
- Equulites klunzingeri, zugewandert durch den Suezkanal
- Lobotes surinamensis
- Lutjanus argentimaculatus, zugewandert durch den Suezkanal
- Lutjanus jocu
- Europäischer Wolfsbarsch (Dicentrarchus labrax)
- Gefleckter Wolfsbarsch (Dicentrarchus punctatus)
- Pempheris mangula, zugewandert durch den Suezkanal
- Wrackbarsch (Polyprion americanus)
- Priacanthus arenatus
- Sillago sihama, zugewandert durch den Suezkanal
- Dreistachliger Stichling (Gasterosteus aculeatus)

### Sonstige
- Lusitanischer Krötenfisch (Halobatrachus didactylus)